# Prozess und Realität
Der Essay Prozess und Realität ist ein zuerst 1929 in New York unter dem Originaltitel Process and Reality: An Essay in Cosmology erschienenes Werk des britischen Philosophen und Mathematikers Alfred North Whitehead (1861–1947). Es ist hervorgegangen aus den 1927/28 an der Universität Edinburgh gehaltenen „Gifford Lectures“. Der „spekulative Gesamtentwurf“ gilt – im Zusammenhang mit „Wissenschaft und moderne Welt“ (orig. Science and the Modern World, 1925) und „Abenteuer der Ideen“ (orig. Adventure of Ideas, 1933) als philosophisches Hauptwerk Whiteheads. Vorangegangen war eine lange Zusammenarbeit mit Bertrand Russell, deren Ergebnis das mathematische Grundlagenwerk Principia Mathematica war. Im Jahr 1979 wurde Prozess und Realität ins Deutsche übersetzt.
Die äußerst anspruchsvolle Abhandlung befasst sich mit Fragen der Metaphysik, Naturphilosophie und Erkenntnistheorie. Im Gegensatz zur traditionellen „Subjektphilosophie“ und zu materialistischen Naturinterpretationen entwarf Whitehead ein System, in dem sich das Universum nicht aus Substanzen, aus einer passiven Materie, sondern aus elementaren, ineinander greifenden und miteinander verwobenen Prozessen und Relationen zusammensetzt. Eine Kosmologie als Untersuchung der Realität und der Relationen zwischen verschiedenen Aspekten des Seienden ist dieses Werk, weil Whitehead alle Mechanismen und Strukturen der Natur einschließlich des Menschen und seiner Kultur in seine metaphysische Theorie einbezog. Whitehead dachte die Welt als einen ganzheitlichen, strukturierten und schöpferischen Organismus, der den Menschen, die Welt und Gott harmonisch umfasst. Er legte hier das Fundament für sein „ontologisches Prinzip“, wonach es in der Wirklichkeit nichts gibt, was nicht aus ihren (atomistischen) Basisereignissen aufgebaut ist.
Mit dem Abklingen des Fokus der Analytischen Philosophie auf die Sprache gewann die Metaphysik Whiteheads zum Ende des 20. Jahrhunderts hin zunehmend an Bedeutung, weil sie mit modernen Ansätzen in der Quantenphysik, der Systemtheorie und den Kognitionswissenschaften, den Forschungen in der Biologie oder der Ökologie, aber auch neuen Konzepten der Theologie in Einklang gebracht werden kann. In Prozess und Realität fällt auch Whiteheads berühmtes Zitat von der „Charakterisierung der philosophischen Tradition Europas“ als „einer Reihe von Fußnoten zu Platon“ (PR 91), wobei er damit keine Abwertung anderer Philosophen verband, sondern hervorhob, dass aufgrund des Gedankenreichtums kein Nachfolger ohne eine Auseinandersetzung mit Platon auskommen könne.

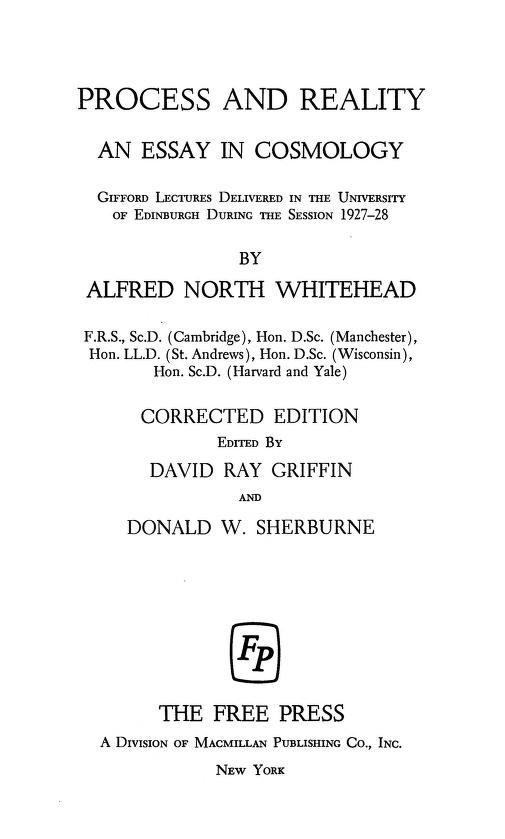
Prozess und Realität

## Einordnung in das Werk Whiteheads
Whitehead war von Hause aus Mathematiker, hielt aber auch Vorlesungen über Physik. Berühmt wurde er durch Grundlagenarbeiten über die Mathematik, vor allem durch das gemeinsam mit Russell verfasste Werk „Principia Mathematica“. Seine ersten naturphilosophischen Schriften schrieb er erst im Alter von ca. 60 Jahren: An Enquiry Concerning Principles of Natural Knowledge (1919), Concept of Nature (1920) und The Principle of Relativity (1922). Bereits in diesen Arbeiten hatte er eine Reihe von Grundgedanken seines Ansatzes formuliert. Sie gelten jedoch nicht als Teil der entwickelten Prozessphilosophie Whiteheads. Philosophische Vorlesungen hatte er nie besucht. Sein Werk erscheint in der Folge auch unabhängig von entsprechenden Traditionen, wenn er sich auch intensiv mit der Philosophie- und Geistesgeschichte auseinandergesetzt und seine eigenen Gedanken hieran gemessen hat.
Mit 63 Jahren wechselte er 1924 an die Harvard University, wo er eine Philosophieprofessur erhielt und seine Theorie ausarbeiten konnte. Hier erschienen seine Schriften Science and the Modern World (1925, dt. Wissenschaft und moderne Welt), Religion in the Making (1926, dt. Wie entsteht Religion?) sowie Symbolism: Its Meaning and Effect (1927, dt. Kulturelle Symbolisierung). Diese Werke stellen weitere Bausteine in der Entwicklung von Whiteheads Theorie dar, die teilweise auch gegenüber den ersten Arbeiten überarbeitete begriffliche Konzepte enthalten, so die Vorstellung von Raum und Zeit. Im Jahr 1927 erhielt Whitehead die Einladung, an der University of Edinburgh die Gifford Lectures zu halten. Aus den 10 Vorträgen entstand Prozess und Realität mit insgesamt 25 Kapiteln, das im Jahr 1929 veröffentlicht wurde und als eine weiter ausgearbeitete Summe des bisherigen Werks aufzufassen ist. Als wichtige Werke erschienen danach noch Adventures of Ideas (1933, dt. Abenteuer der Ideen) und Modes of Thought (1938, dt. Denkweisen). In beiden Schriften erläuterte er im Wesentlichen Grundgedanken aus Prozess und Realität, wobei die Geistesgeschichte und Fragen der Zivilisation einen Schwerpunkt bilden. Whitehead wies im Vorwort von Abenteuer und Ideen (S. 75) darauf hin, dass dieses Buch sich mit seinen beiden anderen Schriften Wissenschaft und moderne Welt sowie Prozess und Realität in gewisser Hinsicht ergänzt. In einer dritten nachfolgenden Schrift The Function of Reason (1929, dt. Die Funktion der Vernunft) diskutierte er den Gegensatz von praktischer Vernunft, die die Grundlage der Anwendung bestehenden Wissens ist, und der spekulativen Vernunft, durch die Neues entsteht, indem bestehende Methoden und Begriffsmuster überschritten werden.

## Aufbau des Werks
Eines der Probleme beim Erfassen der Inhalte der Prozessphilosophie Whiteheads in Prozess und Realität ist, dass dieses Werk nicht linear strukturiert ist, indem es die Gedanken Schritt für Schritt aufeinander aufbauend entwickelt, sondern dass Whitehead dieselben Themen aus jeweils anderen Perspektiven mehrfach durchdenkt und problematisiert. Dadurch wirkt das Werk zirkulär. Prozess und Realität ist in die folgenden Hauptteile gegliedert:
- Erster Teil: Das spekulative Schema
- Zweiter Teil: Diskussion und Anwendung
- Dritter Teil: Die Theorie des Erfassens
- Vierter Teil: Die Theorie der Ausdehnung
- Fünfter Teil: Abschließende Interpretation

Neben der Darlegung seiner Absicht und grundsätzlichen wissenschaftstheoretischen sowie sprachphilosophischen Überlegungen stellte Whitehead im ersten Teil ein Kategorienschema vor, das in einer Reihe von Begriffsdefinitionen und Grundaussagen sein ganzes metaphysisches System umfasst. Hier werden alle grundlegenden Begriffe weitgehend ohne Erläuterungen eingeführt. Der Rest des Buches dient der Erklärung und Ausführung dieser Grundstruktur in mehreren Durchgängen.
Was man unter den Begriffen zu verstehen hat und in welcher Beziehung die angesprochenen Aspekte zueinander stehen, wird im zweiten Teil erläutert. Dabei werden erneut Gesichtspunkte z. B. aus der Theorie der Wahrnehmung oder über die Vorstellung von Raum und Zeit angesprochen, die erst in den folgenden Teilen in voller Tiefe dargelegt werden. Teil zwei enthält insbesondere auch umfangreiche Auseinandersetzungen mit früheren Philosophen, auf deren Gedanken Whitehead teilweise zustimmend, teilweise ablehnend seine eigene Theorie aufbaute.
In Teil drei führte Whitehead seine Theorie der Erfahrung, die Theorie der Wahrnehmung, den Zusammenhang von Subjektivität und Objektivität, die Theorie des Bewusstseins sowie Gedanken über höhere Phasen der Erfahrung aus. Während sich der dritte Teil vorrangig mit der Innenperspektive des Werdens, mit dem Zusammenspiel von physischen und geistigen Phänomenen befasst, enthält der vierte Teil eine sehr dichte Darlegung von Whiteheads Vorstellung der raumzeitlichen Strukturen der Welt. Diese Gedanken sind zum Teil ausführlicher in den früheren naturphilosophischen Werken dargestellt, wenn es auch inhaltliche Weiterentwicklungen gibt. Der abschließende Teil erläutert vor allem, wie in dem stark naturwissenschaftlich geprägten metaphysischen Bild eine Vorstellung von Gott als Klammer für die Zusammenhänge in der Welt gedacht werden kann.

## Anspruch

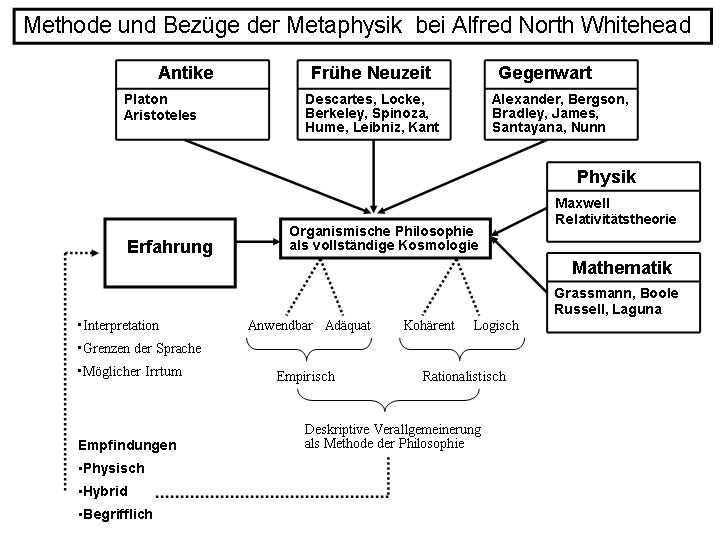
Methode und Bezüge der Metaphysik Alfred North Whiteheads

Im ersten Kapitel („Spekulative Philosophie“) formulierte Whitehead den Anspruch seines Bemühens, „ein kohärentes, logisches und notwendiges System allgemeiner Ideen zu entwerfen, auf dessen Grundlage jedes Element unserer Erfahrung interpretiert werden kann“ (PR 31). In diesem Anspruch wird ein weiter Rahmen gesteckt; es ist der Versuch, eine Metaphysik zu entwickeln, die wissenschaftliche, religiöse und philosophische Fragestellungen nicht voneinander trennt, sondern in einem einheitlichen Begriffssystem erfasst. Er lehnte somit eine Trennung von Natur- und Geisteswissenschaften ab und betonte das Bemühen, in allen Gebieten menschlichen Denkens (zum Beispiel Physik, Physiologie, Psychologie, Ästhetik, Soziologie u. a.) eine „Fundgrube menschlicher Erfahrung“ zu sehen (PR 35), die zu einer adäquaten (in allen Bereichen anwendbaren) und spekulativ-kohärenten (in sich zusammenhängenden) Metaphysik beiträgt. (PR 32) Spekulative Philosophie, die ihren Gegenstand durch spekulative Verallgemeinerung zu erfassen sucht, muss den Ergebnissen konkreter empirischer Erfahrungen standhalten und dient zugleich der Kritik unzulässig vereinfachender Denkweisen. „Alles, was man in der ‚Praxis‘ vorfindet, muß innerhalb der Reichweite der metaphysischen Beschreibung liegen.“ (PR 48) Weil die wissenschaftlichen Erkenntnisse fortschreiten, muss das von Whitehead entwickelte System offen für weitere Ausarbeitungen, Korrekturen und Veränderungen sein.
Bereits in der Einleitung stellte Whitehead einen Katalog von „Mythen und irrigen Verfahrensweisen“ (PR 24-25) vor, die er ablehnte:
„(i) Das Misstrauen in spekulative Philosophie.
(ii) Das Vertrauen in die Sprache als angemessener Ausdruck von Aussagen.
(iii) Die philosophische Denkweise, die eine Fakultäts-Psychologie impliziert und von dieser impliziert wird.
(iv) Die Subjekt-Prädikat-Form des Ausdrucks.
(vi) Die Lehre von der qualitätslosen Wirklichkeit.
(vii) Die Kantsche Lehre von der objektiven Welt als theoretischem Konstrukt aus rein subjektiver Erfahrung.
(viii) Willkürliche Deduktionen in Argumente ex absurdo.
(ix) Die Überzeugung, daß logische Widersprüche auf irgendetwas anderes als vorangegangene Irrtümer hinweisen können.“
Die Überwindung dieser durch Descartes und Newton geprägten Denkweisen ist das erklärte Ziel Whiteheads. Er wollte eine Philosophie entwickeln, die mit den Erkenntnissen der modernen Naturwissenschaften, nicht nur in der Physik, sondern auch in der Biologie oder in der Psychologie in Einklang steht. Dies gelingt nicht durch strikt empirische Forschungsmethoden, wie sie Bacon gefordert hatte. Rein induktive Vorgehensweisen ermöglichen keinen Fortschritt, weil ihnen die Kreativität, Phantasie und Spontaneität fehlt. Whitehead beschrieb den tatsächlichen Ablauf der Wissenschaften mit einer Metapher, die inhaltlich der Abfolge von Abduktion, Deduktion und Induktion bei Peirce entspricht:
„Die wahre Forschungsmethode gleicht einer Flugbahn. Sie hebt ab von der Grundlage einzelner Beobachtungen, schwebt durch die Luft phantasievoller Verallgemeinerungen und versenkt sich dann wieder in neue Beobachtungen, die durch rationale Interpretation geschärft sind.“ (PR 34)
Aus der analytischen Auseinandersetzung mit der Erfahrung entsteht in einem schöpferischen Akt eine Hypothese. Diese wird als eine in sich logische und kohärente Theorie formuliert. Und die Richtigkeit (Adäquatheit) wird anhand von Anwendungsfällen überprüft und auf andere Gebiete übertragen. Whiteheads Hypothese war, dass die Welt als Ganzes, aber auch auf der Mikroebene in ihren atomaren Bestandteilen ein Organismus ist, dessen primäres Prinzip ein unablässiges, ineinander verwobenes Werden und nicht ein Sein ist. Seine Theorie ist eine spekulative Metaphysik, die er immer wieder mit Erfahrungstatsachen aus allen Bereichen des praktischen und wissenschaftlichen Lebens bis hin zur Quantenphysik konfrontierte.
Whiteheads Ziel war es, die in seiner Zeit weit auseinander klaffende Lücke zwischen Philosophie und Wissenschaft zu schließen. Dabei warnte er vor dem von ihm so benannten „Trugschluß der unzutreffenden Konkretheit“ (fallacy of misplaced concreteness) (PR 184-185). In den positiven Wissenschaften ist der Irrtum verbreitet, dass man konkrete Ereignisse durch Abstrakta erklären könnte. Eine Landkarte oder eine Speisekarte können nicht die Erfahrung eines Spaziergangs oder einer Mahlzeit ersetzen und deren Funktion übernehmen. Sie sind Modelle der Wirklichkeit. Empirische und quantitative Methoden können nur einen Teil der Erfahrungswelt abbilden, weil sie modellhafte Abstraktionen sind. Whitehead betonte, dass jede Abstraktion ihren Ausgangspunkt bei konkreten Gegenständen der Erfahrungswelt nimmt, nicht aber umgekehrt (Prinzip der Abstraktion). Eine Unterart dieses Irrtums ist der „Fehler der einfachen Verortung“ (fallacy of simple location), der in der Annahme steckt, dass „Dinge“ in der Welt an bestimmten Punkten von Raum und Zeit isoliert und unabhängig voneinander bestehen. Dies verstößt gegen das „Prinzip der Relativität“, nach dem jede adäquate Theorie auf Entitäten beruhen muss, die zueinander in Beziehung stehen. Ebenso sind Begriffe Abstraktionen, die Erfahrungen zwar bezeichnen, aber niemals voll erfassen können. Was der menschliche Geist konstruiert, reicht nicht, die Wirklichkeit zu beschreiben. „Bewußtsein setzt mehr voraus als bloßes Hantieren mit Theorien. Es ist das Empfinden des Kontrasts zwischen der Theorie als bloßer Theorie und der Tatsache als bloßer Tatsache. Der Kontrast besteht, ob die Theorie nun zutrifft oder nicht.“ (PR 350) Whitehead wollte zwischen beiden Ebenen einen sinnvollen Zusammenhang herstellen. Seine Metaphysik sollte einer Zusammenarbeit von Philosophie und Wissenschaft kreative Impulse geben.
Weil Whitehead davon überzeugt war, dass eine jede spekulative Metaphysik immer provisorisch ist und sich dem Fortschritt des Wissens anpassen muss, war er ebenso davon überzeugt, dass jede philosophische Theorie irgendwann einmal überholt ist. Er warnte:
„In der philosophischen Diskussion ist die leiseste Andeutung dogmatischer Sicherheit hinsichtlich der Endgültigkeit von Behauptungen ein Zeichen von Torheit.“ (PR 27)

## Das Problem der Sprache
Whitehead stellte mit seiner Auffassung der Sprache als symbolische Abstraktion (PR 339) die Sprachphilosophie in Frage, wenn diese die Auffassung vertritt, dass Sprache das einzige Mittel der Erkenntnis und eine angemessene Abbildung der wirklichen Welt sei. Dies gilt nicht nur für seine Zeit – wobei Whitehead auf die seinerzeit aktuellen Diskussionen bei Wittgenstein, Cassirer oder Heidegger nicht einging –, sondern bereits für die Tradition.
„Das übertriebene Vertrauen in sprachliche Ausdrücke war bekanntermaßen der Grund für viele Schwächen der Philosophie und der Physik bei den Griechen, wie auch bei den mittelalterlichen Philosophen, die griechische Traditionen fortführten.“ (PR 46)
Das Grundproblem der Sprache liegt nach Whitehead darin, dass sie einzelne Phänomene zwar bezeichnen, aber niemals vollständig beschreiben kann, weil ihre Begriffe immer schon Abstraktionen sind. „Die Sprache ist durch und durch unbestimmt, da jedes Vorkommnis einen systematischen Typ von Umgebung voraussetzt.“ (PR 47) Der Wert einer metaphysischen Theorie bemisst sich danach, wie weit es ihr gelingt, eine Annäherung an ihren Beschreibungsgegenstand zu erreichen. Wenn sie von den herkömmlichen Begriffsverwendungen abweicht, ist dies kein Maßstab für ihre Qualität. Whitehead hat allerdings vielfältig und umfangreich von der Schöpfung neuer Begriffe und abweichender Begriffsinhalte Gebrauch gemacht. Dennoch ist nach ihm Vollständigkeit nicht zu erreichen. „Eine präzise Sprache ist nur auf der Grundlage vollkommener metaphysischer Erkenntnis denkbar.“ (PR 47)
Die Möglichkeit, durch Sprache Irrtümern aufzusitzen, sah Whitehead vor allem in der grammatischen Subjekt-Prädikatform des Satzes begründet. Diese vermittelt das Gefühl, dass Aussagen auf ontologischen Tatsachen beruhen, also eine Wahrheit des Seins zum Ausdruck bringen. „Nach dieser Ansicht begründet eine individuelle Substanz mit ihren Prädikaten den elementaren Typ von Wirklichkeit.“ (PR 260) Die Folge dieser, wenn auch nicht immer ausgesprochenen, Annahme ist die Substanz-Qualitäts-Metaphysik, die sich von Descartes bis Kant findet. In Anlehnung an Whiteheads Formel von der „Fallacy of misplaced concreteness“ bezeichnet die Rezeption dieses Problem der Sprache als „Fallacy of Perfect Dictionary“ (Fehler des perfekten Wörterbuchs). Ohne auf die in seiner Zeit stattfindende Debatte, an der sein Schüler und Kollege Bertrand Russell intensiv beteiligt war, unmittelbar einzugehen, lehnte Whitehead somit eine Philosophie der idealen Sprache strikt ab.

## Inhalt

### Das Kategorienschema

Die Kategorien bei Alfred North Whitehead. Whitehead richtet daran den Anspruch, dass sie „Adäquat und kohäerent“ seien, also sowohl anwendbar als auch zusammenhängend.

Der Zusammenhang der Kategorien der Existenz, wie er im Verlaufe von Prozess und Realität entwickelt wird.

Grundlegend für die Philosophie Whiteheads ist ein Kategorienschema, das er entwickelt hat, um die begriffliche Kohärenz seiner Metaphysik zu überprüfen, aber auch um seine Theorie auf naturwissenschaftliche Forschungsergebnisse anwenden zu können. Kohärent bedeutet, dass es in der Erfahrung keine Einzelereignisse geben darf, die im Widerspruch zu den allgemeinen Ideen (= Kategorien) oder auch nur außerhalb des inneren Zusammenhangs der Theorie stehen. Kategorien sind demnach allgemeingültige Begriffe und grundsätzliche Aussagen, die bei der Entwicklung einer Theorie deren Rahmen abstecken. Der Sinn der einzelnen Kategorien erschließt sich erst aus dem Gesamtzusammenhang der ausgearbeiteten Theorie. Kategorien erhalten ihre Evidenz, indem sie sich in der Erfahrung bewähren. Die in den Kategorien definierten Begriffe und zugehörigen Aussagen bedingen sich wechselseitig und können nicht isoliert interpretiert werden. Whitehead behauptete nicht, dass die Kategorienliste vollständig oder so notwendig sei. Sein Anspruch war begrenzt auf Kohärenz und Adäquatheit. Reiner Wiehl bezeichnete Whiteheads Methodik als „hermeneutische Analytik“. Whitehead selbst sprach von einer Wesensschau (envisagement), einem Begriff der auf eine Analogie zur Phänomenologie hinweist. Es werden in diesem Artikel nur einige entscheidende Grundbegriffe und Argumentationen wiedergegeben.
Die oberste Stufe, die bei Whitehead eine ähnliche Stellung hat wie bei Aristoteles die Substanz, ist die „Kategorie des Elementaren“ (category of the ultimate) (PR 63). Das Werden ist ein dynamischer Prozess, in dem unablässig Neues geschaffen wird. Deshalb enthält die Kategorie des Elementaren das Moment der Kreativität. Diese ist die „Universalie aller Universalien“, weil sie als Prinzip, als innere anregende Kraft, als konstitutive Qualität in allen Elementen der Natur enthalten ist. Zum Elementaren gehört auch das Zusammenspiel von Einheit und Vielheit. Einheit steht für das Eine, die Identität und Singularität einzelner Prozesselemente (Whiteheads Begriff: wirklicher Einzelwesen), die in ihrer Vielheit jedoch immer als miteinander verbunden gedacht werden müssen. Einheit und Vielheit setzen sich wechselseitig voraus. Sie haben in der Logik ihre Entsprechung in der Analyse der Relation von Teil und Ganzes. Das letzte Einzelne ist eine vieldimensionale, unendliche Teilung der ganzen Wirklichkeit. Kreativität bedeutet, dass im Werden eine neue Einheit, eine Gemeinschaft (togetherness) (PR 62) aus einer Vielheit von Elementen entsteht. Aus der Dynamik der Prozesse ergibt sich, dass jedes entstehende Element etwas Neues, nie vorher Dagewesenes ist. Hier zeigt sich deutlich Whiteheads Platonismus. So heißt es im Parmenides (156 ab): „Das Eins also, wie es scheint, da es das Sein erfaßt und fahren läßt, wird auch und vergeht […] Da es nun eins ist und vieles und werdend und vergehend, wird nicht, wenn es eins wird, das Viel-sein vergehen, wenn es aber Vieles wird, das Eins-sein vergehen?“
Die Kategorie des Elementaren unterteilte Whitehead in die drei Kategorien der Existenz, der Erklärung und der Verbindlichkeiten. Kategorien der Existenz benennen als Klasse des Seienden die Grundelemente der Realität. Hierzu gehören vor allem die wirklichen Einzelwesen bzw. wirklichen Ereignisse, Relationen bzw. erfasste Informationen (prehensions), Zusammenhänge (Nexus), Formen, Kontraste und zeitlose Gegenstände als reine Potenziale. Erklärungskategorien dienen der Beschreibung von Elementarereignissen. Hier führte Whitehead in 27 erläuternden Aussagen auf, was einen Prozess ausmacht. Die Grundthese lautet: „Daß die wirkliche Welt ein Prozeß und daß der Prozeß das Werden von wirklichen Einzelwesen ist.“ Die neun Kategorien der Verbindlichkeiten beziehen sich auf die subjektive Binnenperspektive der wirklichen Ereignisse. Sie beschreiben die Bedingungen, den Möglichkeitsraum, unter denen ein Prozess, der ein wirkliches Einzelwesen ist, ablaufen kann.
„Jedes Einzelwesen sollte ein spezifischer Fall einer Kategorie der Existenz, jede Erklärung ein spezifischer Fall von Kategorien der Erklärung und jede Bedingung ein spezifischer Fall der kategorialen Verbindlichkeiten sein. Die Kategorie des Elementaren formuliert das allgemeine Prinzip, das in den drei spezielleren Kategorientafeln vorausgesetzt wird.“ (PR 61)

### Einzelwesen

#### Wirkliche Ereignisse als Pulse des Daseins
Für Whitehead baut sich die Welt aus „Wirklichen Einzelwesen“ (orig.: actual entity) bzw. „Wirklichen Ereignissen“ (orig.: actual occasion) auf (beide Begriffe werden synonym verwendet):
„‚Wirkliche Einzelwesen‘ – auch ‚wirkliche Ereignisse‘ – sind die letzten realen Dinge, aus denen die Welt zusammengesetzt ist. Man kann nicht hinter die wirklichen Einzelwesen zurückgehen, um irgendetwas Realeres zu finden.“ (PR 57-58) Wirklichkeit bedeutet in jedem Fall, dass etwas geschieht. „Wesen“ oder „Dinge“, die in Ruhe verharren und „da sind“, ohne dass etwas geschieht, gibt es für Whitehead nicht. Zudem umfasst die Wirklichkeit einen großen Raum, so Michael Hampe: „Träume, Affekte, Wahrnehmungen, Gedanken betrachten wir traditionell als weniger wirklich als Tische und Stühle, Steine und Bäume. […] Wenn wir jedoch unseren Organismus oder die Feinstruktur der Materie genauer betrachten, dann sehen wir, daß das Andauern, die Stabilität dieser vermeintlich so wirklichen Dinge darauf beruht, daß permanent etwas geschieht.“ Wirkliche Einzelwesen verändern sich nicht, sondern vergehen. Der Eindruck eines Andauerns resultiert aus einer steten Wiederholung von kontinuierlich aufeinanderfolgenden Geschehnissen großer Ähnlichkeit. Materie als Erscheinung konstituiert sich also in diesem Sinne aus einer sich wiederholenden Abfolge von Ereignissen (nicht „Dingen“). Die Vorstellung der Materie ist wie Raum und Zeit nur ein Attribut wirklicher Ereignisse. Diese Wirklichkeitsauffassung lässt sich mit der Vorstellung des dharma im Buddhismus vergleichen (siehe dazu auch: Anatta und Pratityasamutpada).
Hier zeigt sich, dass, im Gegensatz zu anderen philosophischen Entwürfen, das Bemühen von Whitehead nicht darin besteht, Kategorien wie „Subjekt“ und „Objekt“, „Substanz“ und „Qualität“ scharf voneinander zu trennen. Im Gegenteil, die Abstraktion der Welt in solche Begriffe beruhe eher auf einer „Abblendung des unmittelbar Wirklichen. Indem sie etwas scharf sehen will, muß sie vieles andere übersehen.“ Die Isolierung von Tatsachen oder die Konstruktion von „Dingen“ sind bereits Abstraktionen von der wirklichen Welt. Die Trennung von „Erscheinung“ und „Wirklichkeit“ führe zu einer „Gabelung (bifurcation) der Natur“; gegen diese Vorstellung wandte sich Whitehead. Der Grundbegriff des „ontologischen Prinzips“ ist kein reduktionistischer, sondern ein bereits in sich komplexer; in Whiteheads Sprache: ein „Einzelwesen“ (actual entity): „Jedes wirkliche Einzelwesen ist auf unbegrenzt viele Arten ‚teilbar‘, und jede Art der ‚Teilung‘ ergibt eine bestimmte Quote von erfaßten Informationen.[…]: Es bezieht sich auf eine äußere Welt und bekommt in diesem Sinne einen ‚Vektor-Charakter‘ zugesprochen; es impliziert Gefühl, Zwecksetzung, Wertung und Verursachung.“ (PR 59)
„Wirkliche Ereignisse“ können auch als „Pulse der Erfahrung“ beschrieben werden. Es sind „fühlende“ und „gefühlte“ Akte, die jeweils einen festen Ort in Raum und Zeit als den extensiven Relationen der Welt mit einem unteilbaren Volumen und Zeitquantum haben. (PR 129) Doch sollte man sich vor Augen halten, welche Vorstellung wir gewohnheitsgemäß mit dem Begriff „Erfahrung“ verbinden. Dies sei an einem Beispiel erläutert.
Man stelle sich eine Person vor, die einen Stein betrachtet. Diese Situation wäre eine „Erfahrung“. Wir sind gewohnt, eine klare Abgrenzung zwischen der Person, die wir uns zudem als mit Bewusstsein ausgestattet vorstellen, und dem Stein vorzunehmen. Person (a) betrachtet die Sache „Stein“ (b). Aufgabe der Philosophie wäre es nun, zu beschreiben, was da genau vor sich geht. In dieser Denkweise befinden wir uns ganz in der Tradition Descartes’ und trennen Geist und Materie, stellen uns darüber hinaus den Stein als „dauerhaft“ vor – und ebenso die Person als konsistent (wenn auch mit nicht ganz so langer Lebensdauer); zudem unterstellen wir ein Datum und eine klare kausale Beziehung von a (Betrachter) nach b (Stein). Genau diese Vorstellung meint Whitehead jedoch nicht, wenn er von „wirklichen Ereignissen“ (bzw. „Pulsen der Erfahrung“) spricht.
Person und Stein sind in einem Rahmen zu sehen, sie bilden gewissermaßen das „wirkliche Ereignis“ – ihre Beziehung ist die kleinstmögliche Einheit: es wäre Konstruktion, beide wieder scharf voneinander zu trennen. Die Person „erfasst“ den Stein ebenso wie der Stein die Person „erfasst“ – mit je unterschiedlicher Intensität. Bestimmt wird die Intensität der Erfahrung durch die Geschichte der Person (und des Steines). Ist die Person ein Bildhauer, wird sie andere Dimensionen im Stein wahrnehmen, als wenn sie Maurer oder Bäcker ist: insofern gehört die Vorgeschichte der Person und die Vorgeschichte des Steins in den prozessualen Gesamtkontext der „Erfahrung“. Die Erfahrung setzt eine Gesamtstruktur: sie konstituiert sich sozusagen selbst. Zudem ist sie in komplexer Weise mit allen anderen „Ereignissen“ verbunden, die zu ihr geführt haben und die durch sie in der Zukunft beeinflusst werden. Und: die „Erfahrung“ ist nur ein Pulsschlag und verschwindet sofort wieder – im Verschwinden macht sie jedoch einer neuen Erfahrung Platz. Und in diese neue Erfahrung wiederum geht die vorangegangene auf.
Wir verbinden mit dem Begriff „Erfahrung“ gewöhnlich Bewusstsein – diese Verbindung zieht Whitehead nicht. In seinem gedanklichen Gebäude besteht ein Tisch ebenso aus „Erfahrungen“ wie ein Mensch oder ein Stern.
Da die wirklichen Einzelwesen als Urprozesse des Universums das grundlegende Element der Metaphysik Whiteheads sind, finden sich im gesamten Werk eine Vielzahl von näheren Beschreibungen und Erläuterungen zu diesem Begriff, aus denen sich eine große Bandbreite an Bedeutungsinhalten und Eigenschaften ergibt.
Jedes „wirkliche Ereignis“ besitzt einen mentalen und einen physischen Pol (Bipolarität, PR 438), so dass alle realen Vorkommnisse der Welt einen geistigen Aspekt haben. Mit dieser Hypothese steht Whiteheads Theorie der Wirklichkeit dem Panpsychismus nahe. Durch die Präsenz des Geistigen in jedem ihrer Elemente begründet sich der Eigenwert der Natur, der einem vom Menschen unabhängigen Zweck (Teleologie) folgt. Der physische Pol ist bestimmt durch Wirkursachen, der geistige durch Zweckursachen. Je höher die Komplexität eines wirklichen Ereignisses, desto höher die Bedeutung der Zweckursachen.

#### Der Nexus
Eine Gruppierung von wirklichen Ereignissen ist ein Nexus. Ein Nexus ist ein Zusammenhang von inneren Beziehungen von Ereignissen, der im Gegensatz zu Relationen keinen besonderen Ordnungsbedingungen unterliegt und kein bestimmtes Muster aufweisen muss. Aber auch strukturierte Zusammenhänge, wie ein Stein oder ein Lachen, fallen unter den Begriff des Nexus. Selbst ein „Punkt ist ein Nexus von wirklichen Einzelwesen mit einer bestimmten ‚Form‘“. (PR 545) Ein Nexus als ein Netz wirklicher Ereignisse, als eine Ereigniskonstellation, hat eine raum-zeitliche Ausdehnung. Es kann sich um Berührungen, Überschneidungen, Schnittflächen etc. handeln.
„Ein Nexus ist eine Menge von wirklichen Einzelwesen in der Einheit des Bezogenseins […], die durch ihre erfaßten Informationen voneinander begründet wird.[…] Der größte Nexus ist die Welt selbst, und alle übrigen Nexus sind im Vergleich zu ihr ‚untergeordnete Nexus‘ (subordinate nexuus)“.
Wirkliche Ereignisse oder ein Nexus konstituieren sich durch Erfassen („prehension“) und lassen Neues entstehen („creative urge“); sie konkretisieren sich, wenn sie ihre Erfüllung („satisfaction“) erreicht haben. „Erfassen“ bedeutet in der Theorie Whiteheads nicht wahrnehmen, sondern dass im Prozess eine Beziehung entsteht.
Als Beispiel eines komplexen Nexus beschrieb Whitehead die Beziehung des altrömischen Reiches zur europäischen Geschichte. (PR 419 – 421) Hierzu gehört die Stadt Rom zur damaligen Zeit, die Landschaft, die Menschen, aber auch politische Interessen usw. Insofern ist der Nexus mit allgemeinen Begriffen, Universalien, erfassbar. Dies reicht aber nicht, weil zu dem Nexus auch die Empfindungen zur damaligen Zeit gehören, d. h. die räumlichen und zeitlichen Relationen und Wahrnehmungen, die historisch nicht mehr rekonstruierbar sind. Allerdings kann man sagen, dass es zur damaligen Zeit verschiedene wirkliche Einzelwesen gegeben hat, die je aus ihrer Perspektive in Beziehung zu der historischen Situation gestanden haben und diese für sie je eine Wirklichkeit ausgemacht hat, so dass es verschiedene Wirklichkeiten mit einem hohen Grad an Übereinstimmung gab. „Auch der komplexe, mehrfache Nexus zwischen vielen verschiedenen Einzelwesen in der wirklichen Welt eines Wahrnehmenden wird so von diesen Wahrnehmenden empfunden.“ (PR 420) Wenn man von den subjektiven Perspektiven der jeweils Wahrnehmenden absieht, erhält man eine Vereinigung der wechselseitig erfassten Informationen. „Wir gelangen so zu der Vorstellung von der wirklichen Welt jeden wirklichen Einzelwesens als einem Nexus, dessen Objektivierung die vollständige Einheit des objektiven Datums für das physische Empfinden dieses wirklichen Einzelwesens begründet.“ (PR 421)

#### Das ontologische Prinzip
Das ontologische Prinzip besagt nach Whitehead, dass jedes wirkliche Ereignis den Grund seiner Existenz in sich selbst hat oder in anderen wirklichen Ereignissen. Alles in der Welt hat einen Bezug auf wirkliche Einzelwesen.
„Nach dem ontologischen Prinzip gibt es nichts, was aus dem Nirgendwo in die Welt treibt. Alles in der wirklichen Welt läßt sich auf irgendein wirkliches Einzelwesen beziehen, wird entweder von einem wirklichen Einzelwesen in der Vergangenheit übertragen oder gehört zum subjektiven Ziel des wirklichen Einzelwesens, in dessen Konkretisierung es sich befindet.[…] Die Unmittelbarkeit des sich konkretisierenden Subjekts wird begründet durch sein lebendiges Zielen auf seine eigene Selbst-Begründung. Daher ist die Anfangsphase des Ziels in der Natur Gottes verwurzelt, und seine Vervollständigung beruht auf der Selbst-Verursachung des Subjekt-Superjekts.[…] Nach dieser Erklärung ist Selbst-Bestimmung ihrem Ursprung nach immer etwas Phantasievolles.“ (PR 446f).
Die gesamte Wirklichkeit besteht aus einzelnen, konkreten, atomaren Elementen, die nicht abstrakt sind. Das Abstrakte kann nur aus dem Konkreten erklärt werden. Hierauf muss sich das philosophische Denken stützen. (PR 57)

#### Zeitlose Gegenstände
Zur Struktur der Wirklichkeit gehören für Whitehead auch „zeitlose Gegenstände“ (auch: „ewige Objekte“ – eternal objects), die man als abstrakte Eigenschaften oder Beziehungsstrukturen beschreiben kann, die auch ohne Bezug auf ein konkretes Ereignis verständlich sind. Diese Eigenschaften sind Möglichkeiten oder Potenziale, die sich in einem wirklichen Einzelwesen realisieren können. Hierzu zählen Farben, Klänge, Gerüche, aber auch geometrische Eigenschaften. Zeitlose Gegenstände wie die Kugelform oder Wärme sind einmalig, wenn sie sich auch in einer Vielzahl von wirklichen Ereignissen konkretisieren können. Sie sind in dem Sinne „partikulär“, dass sie sich von den anderen zeitlosen Gegenständen unterscheiden und einen Kontrast bilden. (PR 107) Sie sind „Formen der Abgegrenztheit“. (PR 295) Sie können als Potenziale nur in Form von Eigenschaften wirklicher Einzelwesen in die Wirklichkeit eintreten. Rot gibt es nicht in der Realität, ohne dass etwas rot ist. Rot ist nur potenziell möglich, solange es nicht mit einem wirklichen Ereignis verbunden ist. Zeitlose Objekte sind die einzige Kategorie der Existenz, die nicht durch das Werden der wirklichen Einzelwesen entstehen oder vergehen. Sie sind unveränderliche Strukturen, Muster und Formen des Universums, die sich im Werden der wirklichen Einzelwesen realisieren. Durch die zeitlosen Gegenstände erhalten die wirklichen Einzelwesen ihre konkrete Gestalt.
Während wirkliche Einzelwesen im Prozess des Werdens durch die Verbindung mit anderen wirklichen Einzelwesen untergehen bzw. in einem neuen wirklichen Einzelwesen aufgehen, indem sie einen neuen Zusammenhang (Nexus) bilden, bleiben die zeitlosen Objekte bestehen. Sie sind unzerstörbar, können sich wiederholen und wiedererkannt werden. Hierdurch ermöglichen sie ein Andauern in der Zeit, indem sie von einem wirklichen Einzelwesen auf das nächste „vererbt“ werden. Sie bilden den Raum der Möglichkeiten (die „Potenzialität“), in dem sich wirkliche Einzelwesen realisieren können. Die Potenzialität zeitloser Gegenstände ist als solche unbeschränkt. Da sie sich aber in einem fortlaufenden wirklichen Prozess befinden, ist ihr Möglichkeitsraum an diesen Prozess gebunden. Ein Stein kann nass sein, aber nicht brennen. Ihre Potenzialität ist in der wirklichen Welt bedingt. Whitehead definierte:
„Jedes Einzelwesen, das begrifflich erkannt werden kann, ohne daß hierzu ein Rückgriff auf irgendwelche bestimmte wirkliche Einzelwesen der zeitlichen Welt erforderlich wäre, wird ‚zeitloser Gegenstand‘ genannt.“ (PR 99-100)
Man kann von „rot“ oder „rechteckig“ reden, ohne an etwas Konkretes zu denken. Zeitlose Einzelwesen haben einen allgemeinen und einen besonderen Aspekt. Ohne Bezug zu konkreten wirklichen Einzelwesen sind sie „öffentliche Tatsachen, in der Konkretisierung in einem wirklichen Einzelwesen werden sie zu einer Qualität oder zu einem Charakteristikum. Die Bezüge des zeitlosen Gegenstandes sind öffentlich, erlebt kann er nur „privat“ werden.“ (PR 524 – 525)
Die ewigen Objekte sind den Ideen Platons oder auch den Universalien ähnlich, aber nicht mit diesen identisch. Der wesentliche Unterschied liegt im Verständnis der Relationalität:
„Ein wirkliches Einzelwesen kann noch nicht einmal inadäquat durch Universalien beschrieben werden, da in die Beschreibung jedes wirklichen Einzelwesens auch andere wirkliche Einzelwesen eingehen.“ (PR 107)
Zeitlose Objekte können nicht ohne einen Bezug auf eine Realisierungsmöglichkeit gedacht werden. Sie haben ein „relationales Wesen“ Sie stehen als Möglichkeit „vor den Dingen“, sind als Realisierung „in den Dingen“ und liegen als Bezug „zwischen den Dingen“. Sie werden „an den Dingen der Außenwelt vorgefunden“ (PR 118). In diesem Bezug liegt die Bedeutung des zeitlosen Gegenstandes. Der relationale Charakter der zeitlosen Gegenstände begründet die Objektivierungsform der wirklichen Ereignisse. (PR 123) „Einzeldinge“ (Lockes Begriff) werden „durch die Vermittlung von Universalien erfaßt.“ (PR 285) Die Farbe Rot begründet eine Beziehung zwischen dem gesehenen Objekt und dem sehenden Subjekt, das den Gegenstand erfassend in sich aufnimmt. In der Frage der Universalien stand Whitehead Aristoteles viel näher als Platon. (siehe auch Akt und Potenz).

#### Subjektives Ziel
Die Verbindung zwischen wirklichen Einzelwesen und zeitlosen Gegenständen ist die subjektive Form. Dies ist die Art und Weise, wie ein Subjekt einen Gegenstand, ein Datum, erfasst. Whitehead sprach auch von „privaten Sachverhalten“ (private matters of fact). Durch die Verknüpfung wird ein objektives Datum mit einem individuellen Subjekt zusammengeführt. „Die Konkretisierung der anfänglichen Daten zum objektiven Datum wird ermöglicht durch die subjektive Form.“ (PR 405)
Es entsteht die Frage, wer oder was bestimmt, welche subjektive Form entsteht. Dies ist nach Whitehead das subjektive Ziel (subjective aim), das jedes werdende wirkliche Einzelwesen in sich trägt. Ein subjektives Ziel ist die Möglichkeit eines zukünftigen Zustandes, auf den das Werden eines wirklichen Ereignisses zielt. „Ein Einzelwesen ist wirklich, wenn es für sich selbst Bedeutung hat.“ (PR 69) Wirkliche Einzelwesen haben in ihrem Werden nicht nur einen Einfluss auf ihre Umwelt, sondern auch eine „Selbstbewirkung“ (self-Functioning). (PR 70) Hierin liegt die Quelle der Kreativität. Jedes wirkliche Einzelwesen ist selbst-schöpferisch (self-creative). Es hat ein Streben (appetition), einen Anreiz für das Empfinden (desire, lure of feelings) in sich, sich selbst zu verwirklichen, zu seiner „Erfüllung“ (satisfaction) zu gelangen. (PR 170) Damit ist die Frage allerdings nur eine Stufe weiter getragen; denn wer bestimmt das subjektive Ziel? „Kein der Geschichte immanenter Grund kann dafür angegeben werden, warum sich gerade dieser Fluß von Formen und kein anderer durchgesetzt hat.“ (PR 103) Nach dem ontologischen Prinzip gilt: „Alles muß irgendwo sein; und ‚irgendwo‘ bedeutet hier ‚irgendein wirkliches Einzelwesen‘.“ (PR 103)
Um nicht in einen unendlichen Regress oder einen Zirkel zu gelangen, muss es einen letzten Grund des Werdens und Vergehens geben – dieser ist die finale Ursache aller Möglichkeiten, die Whitehead als Gott bezeichnete. Es ist die gleiche Überlegung, die Platon im Timaios nach dem Urgrund des Seins fragen ließ oder warum Aristoteles in seiner Metaphysik vom „unbewegten Beweger“ sprach. „Das Prinzip der Finalursache ist ein notwendiges ontologisches Postulat, welches sich jedoch in seinen konkreten Figuren in unserer Wahrnehmung nicht offenbaren kann.“ Die Annahme eines Urgrundes ist eine metaphysische These, eine „Als-Ob-Bedingung“, die Voraussetzung dafür ist, dass man bei wirklichen Einzelwesen, insbesondere bei Lebewesen von einem innewohnenden Zweck sprechen kann. In Gott sind alle zeitlosen Einzelwesen als Potenziale der wirklichen Welt enthalten. Gott ist der Ursprung des Strebens und der Kreativität und damit aller subjektiven Ziele. (initial subjective aim, PR 209) Die Natur Gottes ist es, die „das spezielle Element im geschichtlichen Formenfluss“ bestimmt. (PR 105-106) Gott ist der Anfang. „Im Fall des uranfänglichen wirklichen Einzelwesens, Gott, gibt es keine Vergangenheit.“ (PR 174) Nur Gott ist nicht an die Geschichte gebunden. (PR 100) Es ist aber nicht so, dass durch Gott ein letztes subjektives Ziel bestimmt ist, auf das alles hinstrebt wie etwa beim Omegapunkt bei Teilhard de Chardin. Die Geschichte ist vielmehr ein offener Prozess, jederzeit veränderlich durch den bestehenden Raum der Möglichkeiten. Whitehead lehnte es ab, dem Seienden ein „Nichts“ gegenüberzustellen, also von einer Schöpfung aus dem Nichts (creatio ex nihilo) auszugehen. Dies stünde im Widerspruch zu seiner realistischen Weltauffassung. „Es ist ein terminologischer Widerspruch anzunehmen, daß irgendeine erklärende Tatsache aus dem Nichtsein in die wirkliche Welt fließen kann. Nichtsein ist nichts.“ (PR 103) Bei Whitehead gibt es keine Transzendenz, die auf ein Außerhalb der wirklichen Welt weist. So eine Vorstellung kann keine Wirklichkeit haben und ist deshalb irrelevant.

### Kosmologie
Insgesamt versuchte Whitehead in seiner Metaphysik ein holistisches Weltbild (Einheit, Identität) zu zeichnen, das sich analytisch in eine Vielzahl von Elementarprozessen aufspalten lässt, die aus einer Vielzahl von Perspektiven zu betrachten sind (Pluralismus). Eine vollständige Kosmologie war für ihn das Unterfangen, „eine gedankliche Konzeption zu entwerfen, in der die ästhetischen, moralischen und religiösen Interessen mit jenen Begriffen von der Welt in Verbindung gebracht werden, die ihren Ursprung in den Naturwissenschaften haben.“ (PR 22) Kosmologie bezieht sich für ihn auf den ganzen Bereich der Erfahrung.
„Die Kosmologie muß im gleichen Maße dem Atomismus, der Kontinuität, dem Verursachungsprinzip (causation), dem Erinnerungsvermögen, der Perzeption, qualitativen und quantitativen Formen der Energie und der Extension gerecht werden.“ (PR 437)
Das neuzeitliche Weltbild war auf die Physik von Galilei bis Newton gegründet und entfaltet seine Wirkung bis in die Gegenwart. Es beruht auf der Vorstellung einer Materie und von Bewegung in Raum und Zeit. Damit unvereinbar ist bereits die Feldtheorie von Maxwell und insbesondere die Relativitätstheorie Einsteins. Whitehead, selbst Physiker und Mathematiker, vertrat die Auffassung, dass der Physikalismus die Wirklichkeit, wie sie sich in den Erfahrungen niederschlägt, nur teilweise erklären kann. Vor allem können mechanistische Theorien keinen Zugang zu den Prozessen der Biologie eröffnen. Dies gilt aber auch für die neuen Naturbeschreibungen in der Physik, wie in der Quantenmechanik. Die modernen Naturwissenschaften kennen keine träge Materie mehr. Das neue Weltbild führt die Wirklichkeit auf Energie zurück und auf Prozesse, in denen sich Strukturen wechselseitig beeinflussen. Dem leeren Raum Newtons wird ein Raum-Zeit-Kontinuum entgegengesetzt. Wissenschaften können sich immer nur mit einem Teil oder Aspekt der Natur befassen und lassen damit notwendig einen Rest, wie groß oder klein dieser immer auch ist, unbeobachtet.
Gegen das mechanistische Weltbild setzte Whitehead die Vorstellung der Natur als eines sich im ständigen Schöpfungsprozess befindlichen Gesamtorganismus, der sich aus einer Vielzahl von Teilprozessen und Unterstrukturen zusammensetzt, die ständig interagieren und in ständiger Bezogenheit aufeinander einwirken. Es gibt Prozesse des Übergangs (transition) und Prozesse der Konkretisierung durch Zusammenwachsen (concrescence). Ein Organismus ist aus kleinsten Elementen aufgebaut (Atomismus) und unterliegt ständigen Veränderungen (Kontinuität). Er ist ein kontinuierliches Feld, das in sich nicht abgeschlossen, sondern relativ zu anderen Organismen ist. Jeder Organismus ist konstitutiv für andere Organismen. In der modernen Naturwissenschaft kennt man Moleküle, Atome, Protonen, Elektronen und Energiequanten, die Strukturen bilden und in Prozessen verbunden sind. Die Natur ist nicht aus Dingen oder separaten Materieteilchen aufgebaut. Die Vorstellung von Dingen ist bereits eine Abstraktion. Das Funktionsprinzip einer Maschine ergibt sich nicht aus ihren Teilen. Gedruckte Buchstaben setzen sich aus Pixeln zusammen. Ihren Zweck, ihr subjektives Ziel, erhalten sie erst, wenn ihnen Bedeutung beigemessen wird. Dinge sind passiv, abgeleitete, sekundäre Erscheinungen, die sich aus der Wiederholung der zugrunde liegenden Prozesse ergeben. Die Natur ist aber ein stets wirkender, aktiver Prozess organisch verbundener Elemente. Komplexe Organismen sind mehr als die Summe ihrer Teile und können nicht mechanistisch aus der Addition von Dingen hergeleitet werden.
Ontologisch ist Whiteheads Metaphysik ein Monismus. Die Natur ist das allumfassende Ganze, das auf dem einheitlichen Grundprinzip der wirklichen Ereignisse beruht. Zugleich ergibt sich aus den unendlichen Möglichkeiten des Zusammenspiels der wirklichen Ereignisse ein offener Pluralismus. Die seit Descartes bestehende Vorstellung einer Zweiteilung der Natur (bifurcation of nature) in Körper und Geist hob Whitehead auf, indem er den wirklichen Einzelwesen als den elementaren Bausteinen des Universums sowohl einen physischen Pol des Erlebens als auch einen geistigen Pol des Strebens zusprach. (PR 483 und 621) Bei ihm ist nicht die Natur geteilt, sondern diese enthält unterschiedliche kategoriale Aspekte. Der physische Pol ist konkret und begrenzt. Der geistige Pol ist absolut und umfassend. Der physische Pol ist kausal determiniert durch Bestimmungen der anderen Ereignisse. Der geistige Pol ist eigenbestimmt durch Wertung (valuation) und Transformation (transmutation). Beide wirken auf Empfindungen, die von rudimentären einzelnen physischen Empfindungen bis hin zu reflektierendem Bewusstsein und Urteilen reichen. Geistiger Pol ist nicht mit Bewusstsein gleichzusetzen. Die Unterscheidung geistig/körperlich bezeichnet vielmehr zwei Aspekte der Wirklichkeit, „die man auch den erneuernden und erhaltenden Aspekt nennen könnte.“ Alles in der Natur enthält ein Streben, ein kreatives Moment. Damit ist es nicht mehr sinnvoll, zwischen einer beseelten und einer unbeseelten Welt zu unterscheiden. Jeder Gestalt, jeder organisierten Struktur, sei sie anorganisch oder organisch, wird bei Whitehead ein subjektives, prozessuales Werden zugesprochen. Umgekehrt ist jede Subjektivität Teil der Natur.
„In jeder Konkretisierung finden sich zwei Aspekte des kreativen Drangs. Der eine betrifft die Entstehung einfacher kausaler Empfindungen und der andere die Entstehung begrifflicher Empfindungen.“ (PR 438)
Mit diesem Verständnis stellt sich die Frage der Subjekt-Objekt-Spaltung ebenso wenig wie die nach dem Leib-Seele-Problem. Denn „zum Wesen eines ‚Seienden‘ gehört, Potential für jedes ‚Werdende‘ zu sein.“ (PR 101) Ob ein wirkliches Einzelwesen Subjekt oder Objekt ist, hängt von der Perspektive ab. Wirkliche Einzelwesen haben eine Innenperspektive (Subjekt) und eine Außenperspektive (Objekt). Wirkliche Einzelwesen stehen in einem ständigen Austausch und sind deshalb immer bedingt und selbst ein Bedingendes für andere wirkliche Einzelwesen. Dies ist „das Prinzip, daß jeder Akt des Werdens einen unmittelbaren Nachfolger haben muß, wenn wir zugestehen, daß etwas wird.“ (PR 143) In der Außenperspektive entspricht die Einflussnahme der physikalischen Kausalität. Whitehead kritisiert Humes Argument, dass man Kausalität nicht beobachten könne und dass diese nur aufgrund von Gewohnheit angenommen werde. Hume betrachte die Wirkungen nur im Modus der Wahrnehmung der vermittelnden Unmittelbarkeit (s. u.) und übergehe die kausal wirksame, aber oft nur unbewusste Wahrnehmung. Gegen das Beispiel der Billardkugeln von Hume setzte er die Erfahrung, dass man bei plötzlichem grellen Licht unwillkürlich blinzelt. Hier wird die Kausalität unmittelbar bewusst. „Ich weiß es, denn ich fühle es.“ (PR 326) Das Bewusstsein der zeitlichen Abfolge, die Hume anspricht, ist erst Ergebnis der Erfahrung.
Die Übertragung der Kausalwirkung auf die innere Struktur eines wirklichen Einzelwesens erfolgt durch „Erfassen“ (prehension, s. u.) und „Empfinden“ (feelings). Die Einwirkung der Umwelt führt zu einer inneren, immanenten Kausalität. Die getroffene Billardkugel „empfindet“ die auf sie einwirkende Energie und beginnt zu rollen. Empfindungen beinhalten sowohl den objektiven, als auch den subjektiven Aspekt eines Ereignisses. Erfahrung (experience) ist nicht nur Erfahrung von etwas, sondern stets auch Erfahrung für etwas. Die Reaktion der Subjekte ist zwar physikalisch determiniert, aber subjektiv verfügt das Subjekt über eine Potenzialität. Eine feste Mauer würde sich aufgrund einer Billardkugel nicht bewegen. Das Ausmaß der Potenzialität hängt von der Komplexität des wirklichen Ereignisses ab. So entstehen höhere Formen der Wahrnehmung (s. u.) auf der Ebene des Lebens. Die komplexesten Formen, die auch Bewusstsein ausbilden, sind dann die Säugetiere.
Mit Potenzialität drückte Whitehead aus, dass in jedem Subjekt nicht nur ein Bezug auf die Vergangenheit enthalten ist (Kausalität), sondern auch ein Bezug auf die Zukunft (Finalität). Auch wenn es bedingt ist, enthält die subjektive Seite eines wirklichen Einzelwesens ein Moment von Kreativität, das sich in Spontaneität und Freiheit niederschlägt. Organismen weisen eine Eigendynamik auf, die aus der äußeren Kausalität nicht begründet werden kann. Sie brauchen eine Orientierung, damit überhaupt geordnete Strukturen entstehen können. Whitehead schloss daraus, dass jedes Subjekt aufgrund seiner Möglichkeiten eine Finalursache enthält. Für ihn sind wirkliche Einzelwesen selbstorganisiert. Indem sie sich im Entwicklungsprozess (concrescence) neu schaffen, verfolgen sie ein zweckmäßiges Ziel. Organismen sind entsprechend „Spinozas Definition der Substanz die causa sui“, die Ursache ihrer selbst. (PR 175) „Die dem Universum inhärente Freiheit beruht auf diesem Element der Selbstverursachung.“ (PR 175) Die subjektiven Ziele, wie Werte und Intentionen, gehen als Zweckursachen in den Prozess ein, werden aber auch durch diesen bestimmt (PR 168-169). In der Außenwirkung tritt zu den Kausalverhältnissen die von innen kommende Finalursache als Wirkprinzip hinzu, so dass extern die Geschehnisse nicht (allein) kausal determiniert sind. In der subjektiven Perspektive ist der Mensch hingegen durch alle Geschehnisse der Vergangenheit bestimmt, auch seine Reflexionen und Bewertungen der von außen kommenden Impulse. Insofern konnte Whitehead sagen, dass wirkliche Ereignisse „intern determiniert und extern frei“ sind. (PR 73) Zu der internen Bestimmtheit gehört aber auch die Fähigkeit, über die Art und Weise, wie eine Möglichkeit realisiert wird, Entscheidungen zu treffen.
Kreativität, das in den Prozessen liegende Streben, die Eigendynamik wirklicher Ereignisse, ist der Grund der Evolution bei Whitehead.
„Die Welt erschafft sich selbst; und das wirkliche Einzelwesen geht als sich selbst erschaffendes Geschöpf in seine unsterbliche Funktion als ein Teil-Schöpfer der transzendenten Welt über. In seiner Selbst-Erschaffung wird das wirkliche Einzelwesen von seinem Ideal seiner selbst als individuelle Erfüllung und als transzendenter Schöpfer geleitet. Das Erleben dieses Ideals ist das 'subjektive Ziel', aufgrund dessen das wirkliche Einzelwesen ein bestimmter Prozeß ist“ (PR 169)
Die Evolutionstheorie Darwins ist mechanistisch wie die traditionelle Physik. In ihr gibt es keine Kreativität. Sie kann deshalb nicht erklären, wie es zu Fortschritt kommt. Nach Whitehead ist Evolution nicht nur ein Prozess der Auslese, ein defensiver Kampf ums Überleben, sondern ein aktives Streben nach höherer Intensität der Selbstverwirklichung, nach Selbstüberschreitung. Intensität ist dabei das Maß an Kontrast und Komplexität. Organismen verfügen über eine gewisse Unbestimmtheit in ihrer Reaktion auf äußere Impulse. Bei aller Bestimmtheit bleibt immer ein Rest für eine Entscheidung. (PR 73) Entscheidung ist „die elementare Modifikation des subjektiven Ziels […], die Grundlage für unsere Erfahrung mit Verantwortung, Zustimmung oder Ablehnung, Selbstachtung oder -verachtung, Freiheit und Emphase.“ (PR 104) „Die auslösende Tatsache ist das uranfängliche Streben, und die abschließende Tatsache ist die Entscheidung der Emphase, die sich schließlich kreativ in der ‚Erfüllung‘ auswirkt.“ (PR 106)
Je höher die Komplexität der Organismen, umso höher die Möglichkeit einer Entscheidung. Ein Streben kann bereits bei einzelligen Lebewesen oder Bakterien beobachtet werden. „Aber Tiere, und selbst Pflanzen, in niederen organischen Formen legen Verhaltensweisen an den Tag, die auf Selbsterhaltung ausgerichtet sind.“ (PR 330) Auf höheren Stufen, insbesondere bei Lebewesen mit Bewusstsein, führt das dazu, dass sie die Freiheit haben, Entscheidungen zu treffen. Diese These stimmt mit der Theorie dynamischer Systeme in der modernen Systembiologie überein, nach der „es für viele lebendige Prozesse tatsächlich mehrere mögliche Wege gibt, für die sie sich entscheiden können.“ Eine Theorie solcher Entscheidungen ist nach John B. Cobb die „genetische Assimilation“, der sog. „Baldwin-Effekt“, wonach auf dem Verhalten beruhende Anpassungen in der Tierwelt zu verschiedenen Phänotypen führen. Selektion beruht in diesem Fall nicht auf zufälliger genetischer Mutation. Man kann bei ihr einen subjektiven Zweck annehmen. „Leben ist ein Bemühen um Freiheit“ (PR 203). Die schöpferische Freiheit (PR 314) führt andererseits auch zu der Möglichkeit des Irrtums. (PR 315)
„Die Kunst des Fortschritts besteht darin, im Rahmen des Wandels Ordnung und im Rahmen der Ordnung Wandel zu bewahren. Das Leben wehrt sich dagegen, lebendig einbalsamiert zu werden.“ (PR. 606)
„[…] jedes wirkliche Einzelwesen besitzt die Freiheit, die in der primären Phase angelegt ist, welche durch seinen relativen Standpunkt zu seinem wirklichen Universum ‚gegeben‘ ist. Freiheit, Gegebensein und Potentialität sind Begriffe, die einander voraussetzen und einander begrenzen.“ (PR 253)

### Die Ordnung der Natur
Ordnung ist ein Begriff, der auf die objektorientierten Daten für besondere wirkliche Einzelwesen Anwendung findet. (PR 176) Ordnung entsteht durch das subjektive Ziel wirklicher Ereignisse. Ohne Ordnung wäre die Welt unstrukturiert und widersprüchlich. Ohne Strukturen gäbe es kein physikalisches Universum und damit auch kein Leben. Den Grad der Ordnung kann man als Intensität beschreiben. Mit „Ordnung der Natur“ bezieht man sich auf den Bereich des wirklichen Universums, der dem Menschen durch Beobachtung zugänglich ist. „Kein wirkliches Einzelwesen kann über das hinausgehen, was ihm die wirkliche Welt als ein Datum von seinem Standpunkt aus – seine wirkliche Welt – zu sein erlaubt.“ (PR 166) Dies ist das ontologische Prinzip, das die Ordnung der Natur bestimmt.

#### Gesellschaften
Whitehead entwickelte in Prozess und Realität zur Beschreibung größerer (makrokosmischer) Strukturen eine Hierarchie von Gruppierungen wirklicher Ereignisse, die durch zunehmend spezifischere Charakteristika (defining characteristics) bestimmt sind. Je spezifischer die Charakteristika, umso größer die Intensität der Ordnung. Um die Gruppierungen wirklicher Einzelwesen zu bezeichnen, verwendete Whitehead den Begriff „Gesellschaft“ (society). Eine Gesellschaft ist ein Nexus wirklicher Einzelwesen, der sich auf einer eigenen, geordneten Grundlage selbst trägt. Dies bedeutet, dass eine Gesellschaft mehr ist als die Summe ihrer Teile. (PR 176) Gesellschaften haben ein eigenes Formelement, ein definierendes Charakteristikum ähnlich der substanziellen Form bei Aristoteles, anhand dessen festgelegt ist, welche wirklichen Ereignisse zu ihnen gehören. Auch die kleinsten physikalischen Objekte wie Protonen sind ein geordneter Nexus wirklicher Einzelwesen, also eine Gesellschaft. Die Klassenbezeichnung einer Gesellschaft leitet sich aus gemeinsamen Informationen einzelner Elemente her, deren Zusammenhalt und Reproduktion sich aus mit ihnen verbundenen positiven Empfindungen (prehensions) ergibt. (PR 84) Gesellschaften beinhalten „eine unaufhörliche Transformation von Geflechten der Intersubjektivität“. Sie bilden durch ihr Ordnungselement die Umgebung für jedes ihrer einzelnen Elemente. Komplexere Gesellschaften verfügen über mehrere verflochtene Stränge (strands) von Formen, die sie im Prozess des Entstehens und Vergehens „vererben“. (PR 84) Die Vererbung und Verwobenheit führen zu einer raum-zeitlichen Stabilität der Gesellschaft. Der Prozess des Werdens und die Entstehung von Neuem bedeutet auch, dass Naturgesetze in der Entwicklung der Ordnung erst entstehen.
Gesellschaften können strukturiert sein, wenn sie hierarchische Beziehungen aufweisen. So ist ein Molekül eine untergeordnete strukturierte Gesellschaft innerhalb einer lebenden Zelle, sofern es bestimmte Eigenschaften aufweist, die für die Zugehörigkeit zu dieser Zelle charakteristisch sind. (PR 194) Innerhalb einer Zelle gibt es zwischen den Molekülen einen „leeren Raum“, der keine eigenen Charakteristika aufweist, so dass er keine (strukturierte) Gesellschaft, sondern nur ein untergeordneter Nexus ist. „Kristalle sind strukturierte Gesellschaften; dies läßt sich von Gasen nicht in einem signifikanten Sinne behaupten, obwohl die einzelnen Moleküle strukturierte Gesellschaften sind.“ (PR 195) Das eine Ende der Kette verbundener Gesellschaften ist die Gesamtheit aller wirklichen Ereignisse. Umgekehrt ergibt sich durch Zuordnung immer weiterer Charakteristika eine hierarchische Ordnung der Natur als dem wirklichen Universum. Whitehead nannte insbesondere folgende Stufen (PR 189-201):
- Ohne bestimmte Ordnung ist die physikalische Welt ein „extensives Kontinuum“, eine reine Ausgedehntheit, das heißt eine Ganzheit aller wirklichen Einzelwesen, deren Charakteristikum ein unbestimmtes Bezogensein ist. Ihre Eigenschaften sind die eines Bedeutungszusammenhangs und die Entgegensetzung des Ganzen und des Teils. Der Wissenschaftstyp ist die Metaphysik.
- Auf der nächsten Stufe erkennt man als raumzeitliche Gegebenheiten durch unmittelbare Anschauung (inspectio) eine „geometrische Gesellschaft“, die durch metrische Beziehungen als den grundlegenden Relationen des Universums gekennzeichnet ist. Die entsprechenden Wissenschaft ist die Geometrie, wobei zwischen den verschiedenen Geometrien (euklidisch, oval, projektiv, hyperbolisch) keine Über- oder Unterordnung besteht.
- Innerhalb der geometrischen Gesellschaft finden sich die „elektromagnetische Gesellschaften“, die durch eine zusätzliche Menge von physikalischen Beziehungen bestimmt sind. Die Metrik dieser elektrischen oder körperlichen Gebilde wird spezifiziert durch physikalische Gesetze. Mit der elektromagnetischen Ebene befassen sich Physik und Chemie.
- Höhere, komplexer strukturierte Gesellschaften sind „physiologische Gesellschaften“. Diese werde in der Biologie untersucht. Sie entwickeln Selbsterhaltungsreaktionen. Enthält eine Gesellschaft ein Streben, so kann von Leben gesprochen werden. Eine ‚lebende‘ Gesellschaft schließt immer einige ‚lebende Ereignisse‘ mit ein. Der Übergang vom Anorganischen zum Organischen ist fließend.
- Als letzte Stufe nennt Whitehead die psychologische Physiologie; ihr Gegenstand ist die Person, deren Wissenschaftstyp die Psychologie ist.

#### Soziale und personale Ordnungen

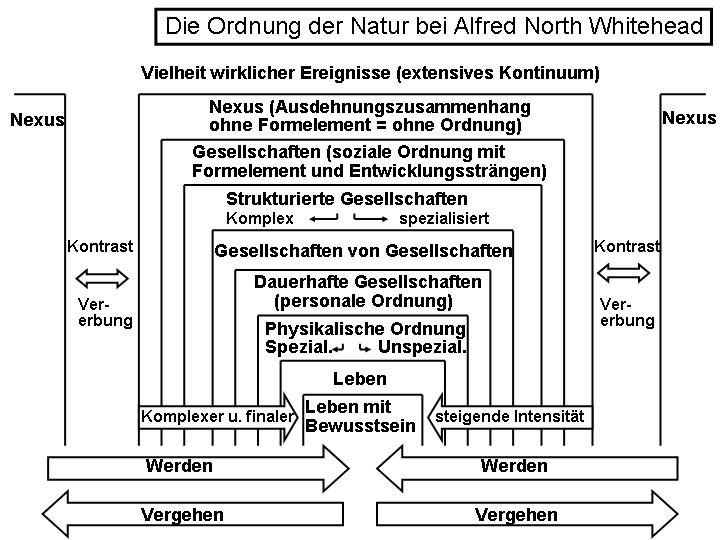
Die hierarchische Naturordnung bei Alfred North Whitehead

Whitehead vertrat die „These, daß jede Gesellschaft eine weitere soziale Umgebung braucht“ (PR 196). Nur durch die Eingebundenheit in die Umwelt können sich Ordnungsstrukturen bilden. (PR 189) Die Umwelt ist für die Stabilität und die Lebensdauer einer Gesellschaft, die immer zeitlich als Dauer gedacht werden muss, bestimmend. „[…] der günstige Hintergrund einer weiteren Umgebung zerfällt entweder selbst, oder er hört auf, die Fortdauer einer Gesellschaft über eine bestimmte Wachstumsstufe hinaus zu begünstigen: Die Gesellschaft reproduziert ihre Elemente dann nicht mehr, und schließlich verschwindet sie nach einer Phase des Zerfalls von der Bildfläche.“ (PR 179-180) Whitehead unterschied Gesellschaften, die eine „soziale Ordnung“ bilden und solche, die er als „personale Ordnung“ bezeichnete. (PR 84-85) Eine soziale Ordnung hat ein Nexus dann, wenn es für die in ihm enthaltenen wirklichen Einzelwesen ein gemeinsames Formelement, ein verbindendes charakteristisches immaterielles Prinzip, gibt, durch das der Nexus oder die Gesellschaft, die er bildet, gegenüber anderen Nexus/Gesellschaften abgegrenzt werden kann. Ein solches Formelement entsteht dadurch, dass eines oder mehrere Mitglieder eines Nexus einen einfachen oder komplexen zeitlosen Gegenstand erfassen, der innerhalb des Nexus reproduziert (vererbt) wird. Die „Form“ ist ähnlich wie die substantielle Form bei Aristoteles das abgrenzende Charakteristikum der Gesellschaft, das deren Besonderheit bestimmt. Gesellschaften sind Galaxien, Planeten, Mineralien, Pflanzen, Tiere oder Elementarteilchen. Selbst Elektronen sind Gesellschaften, weil sie raum-zeitlich lokalisierbar sind und eine Geschichte innerhalb der Prozesse der Welt haben.
Die personale Ordnung bildet die Brücke zwischen dem Whitehead’schen Prozessdenken und der allgemeinen Vorstellung der Dinge in der Erfahrung. Eine personale Ordnung ist eine soziale Ordnung, die einen dauerhaften Gegenstand (enduring object) oder ein dauerhaftes Geschöpf bildet. Dauerhaft meint dabei, dass die Elemente der Gesellschaft in ihrer Entwicklung, in ihrem „genetischen Bezogensein“, „seriell“ angeordnet und verbunden sind. Wirkliche Einzelwesen sind nicht dauerhaft, sondern vergehen. Veränderungen dauerhafter Gegenstände beziehen sich also auf Gesellschaften und nicht auf ein einzelnes wirkliches Einzelwesen. Diese vergehen. Ein dauerhafter Gegenstand ist daher eine kontinuierliche Abfolge von wirklichen Einzelwesen bzw. Gesellschaften sozialer Ordnung, die so stabil sind, dass sie in dieser Abfolge die Formeigenschaften ganz überwiegend auf die Gesellschaft, in die sie eingehen, übertragen können. Whitehead sprach von „vererben“ in einer Wiederholung (re-enaction). Obwohl diese Bestimmung mit dem Begriff „Person“ in Einklang steht, verzichtete Whitehead darauf, ihn zu verwenden, weil eine personale Ordnung auch bei anorganischen Entitäten wie einem Stein gegeben ist. In der personalen Ordnung vollzieht sich die Verbindung des Atomismus der wirklichen Einzelwesen mit der Kontinuität, die durch die Verknüpfung in der Abfolge der atomaren wirklichen Einzelwesen entsteht. Die Grundstruktur des Kosmos hat atomaren Charakter und die Kontinuität der Abläufe hat einen sekundären Charakter. Damit haben der kontinuierlich erscheinende Raum und die kontinuierlich erscheinende Zeit nur eine abgeleitete Existenz. Der Kosmos hat eine irreversible Geschichte, die sich als Stränge wirklicher Einzelwesen, als korpuskulare Gesellschaften (corpuscular entities) darstellt.

#### Leben
Als Leben kennzeichnete Whitehead einen historischen Weg wirklicher Einzelwesen, die in einem signifikanten Maß voneinander erben. (PR 166) Die Entstehung von Leben ist ein evolutionärer Prozess, in dem das Zusammenspiel einer Gesellschaft mit seiner Umwelt von besonderer Bedeutung ist. Whitehead unterschied „spezialisierte Gesellschaften“ und „unspezialisierte Gesellschaften“. (PR 196-200) Spezialisierte Gesellschaften sind gut an die Umwelt angepasst und stabil. Nicht spezialisierte Gesellschaften sind einfacher und weniger komplex. Ihr Nexus hat eine geringere Intensität. Sie sind zugleich flexibler und haben eine größere Chance, sich bei größeren Veränderungen der Umwelt zu vererben. Um Leben entstehen zu lassen, bedarf es Gesellschaften, die sowohl genügend komplex sind, um stabil zu sein, als auch genügend flexibel, um auf Umweltveränderungen reagieren zu können.
Gesellschaften, denen der Übergang zum Leben gelingt, weisen eine hohe Fähigkeit auf, auf Umweltbedingungen zu reagieren. Dieses zeichnet sie gegenüber starr strukturierten Gesellschaften wie Steinen oder Kristallen aus. Sie haben ein besonders hohes Maß an Kohärenz. So wird bei einem Lebewesen Bewegung vom gesamten System unterstützt und getragen, während bei einer Maschine, z. B. einem Roboter, Teile des Systems starr bleiben und von einem Antrieb bewegt werden. Die Komponenten einer Maschine sind Bauelemente, die voneinander getrennt sind. Das biologische System hat hingegen eine eigene ganzheitliche Systematik. Lebende Gesellschaften haben zudem ein ausgeprägtes Streben, mit dem sie auf neue Situationen reagieren und sich anpassen können. (PR 199) Streben bedeutet, dass eine Gesellschaft nicht nur kausal durch die Umwelt bedingt ist. Sie hat eine ausreichende Intensität an Empfindungen. Zum Leben gehört eine Verstärkung des geistigen Pols über die bloße Reproduktion hinaus. Leben enthält neben der Vererbung immer Spontaneität. Zu ihm gehören Selbsterhaltung, aktive Kreativität und das Verfolgen von Zwecken. „Eine ‚lebende Gesellschaft‘ schließt immer einige ‚lebende Ereignisse‘ ein. Daher kann eine Gesellschaft mehr oder weniger ‚leben‘, je nachdem, wie stark lebende Ereignisse vorherrschen.“ (PR 200) Charakteristisch für lebende Gesellschaften ist aber auch, dass sie zu ihrer Reproduktion, für Ernährung und Stoffwechsel, auf anderes Leben zurückgreifen müssen und dieses oftmals mit Gewalt und Zerstörung anderen Lebens. „Ob dies nun dem allgemeinen Wohl dient oder nicht: Leben ist Räuberei.“ (PR 204)

### Theorie des Erfassens
„Die dauerhafte Persönlichkeit ist der historische Weg lebender Ereignisse, die jeweils zu aufeinander folgenden Augenblicken im Körper vorherrschen.“ (PR 229) Whitehead betrachtet auch den Menschen als eine Folge von Prozessen innerhalb der Natur. Der Mensch ist eine Sequenz äußerst komplexer Gesellschaften, die sich aus einer Vielzahl ebenfalls komplexer, hierarchisch geordneter Gesellschaften zusammensetzen. Dies sind die Organe, die ihrerseits aus Zellen, Molekülen und Atomen aufgebaut sind, ebenso wie die Subsysteme der Atmung, der Verdauung oder des Blutkreislaufs und auch mentaler Prozesse. Der menschliche Organismus unterscheidet sich vom tierischen und auch von anorganischen Strukturen nur graduell durch höhere Komplexität.
„In der wirklichen Welt erkennen wir vier Stufen von wirklichen Ereignissen, die nicht scharf voneinander unterschieden werden können. Zuerst haben wir als unterste Stufe die wirklichen Ereignisse im sogenannten ‚leeren Raum‘; zweitens die wirklichen Ereignisse, die Momente in der Lebensgeschichte dauerhafter, nicht lebender Objekte sind, wie Elektronen oder andere einfache Organismen; drittens sind da die wirklichen Ereignisse, die Momente in der Lebensgeschichte dauerhafter lebender Objekte darstellen; viertens die wirklichen Ereignisse, die Momente in der Lebensgeschichte dauerhafter lebender Objekte mit bewusster Erkenntnis sind.“ (PR 331)
Je komplexer ein Organismus entwickelt ist, desto stärker ist der Einfluss seines geistigen Pols. Die Theorie des Erfassens bezieht sich auf alle Stufen wirklicher Ereignisse. Der Prozess ist in eine genetische Abfolge teilbar, eine logische Struktur, die jedoch nicht räumlich oder zeitlich zu denken ist. Das Erfassen, auch Empfinden, wird dabei von fünf Faktoren bestimmt (PR 404):
1. das empfindende Subjekt
2. die anfänglichen, noch unstrukturierten Daten
3. die Eliminierung von Daten durch negatives Erfassen
4. das objektive Datum, das empfunden wird
5. die subjektive Form, die den objektiven Daten die Struktur gibt

Im Prozess des Empfindens wirken die Kategorien der subjektiven Harmonie sowie der subjektiven Intensität, während Empfindungen zu einer subjektiven Einheit (erste Kategorie der Verbindlichkeit) zusammengeführt werden. (PR 72-73, auch 237) Der Weg dieser Integration ist auf das subjektive Ziel gerichtet. Die subjektive Form bestimmt jeweils das qualitative Muster und die quantitative Intensität. (PR 428-429) Durch den ständigen Prozess des Hervorgehens wirklicher Einzelwesen aus anderen, mit ihnen verbundenen wirklichen Einzelwesen ergibt sich eine Gerichtetheit, ein Vektorcharakter der Empfindungen. (PR 436) Hierdurch ist jeweils die Ursache in der Wirkung enthalten. „Der Übergang von der Ursache zur Wirkung steht für den kumulativen Charakter der Zeit. Die Irreversibilität der Zeit beruht auf dieser Eigenschaft.“ (PR 434)
Der Prozess des Erfassens ist ein Vorgang der Umwandlung. (PR 540) Dabei dachte Whitehead an physische Vorgänge. „Die physikalische Theorie von den alternativen Energieformen und von den Transformationen einer Form in die andere beruht letztlich auf der Übertragung, die bedingt ist durch irgendeine Exemplifikation der Kategorien der Umwandlung und der Umkehrung.“ (PR 464)

#### Wahrnehmung
Wahrnehmung ist für Whitehead kein Vorgang, bei dem ein Betrachter Abläufen auf einer Bühne wie im Theater zuschaut. Wahrnehmung ist vielmehr ein Austauschprozess in der Natur, der die Grundlage jeder Erfahrung (experience) ist. Hier folgte Whitehead dem englischen Empirismus und Kant. Wahrnehmung ist „die Aneignung des Datums durch das Subjekt, mit dem Ziel, das Datum in eine Einheit des subjektiven Empfindens zu transformieren.“ (PR 336) „Es ist die Grundlage jeder realistischen Philosophie, dass in der Wahrnehmung objektivierte Daten zum Vorschein kommen, die in ihrer Gemeinschaft mit der unmittelbaren Erfahrung, für die sie Daten sind, erkannt werden.“ (PR 160) Im Prozess der Wahrnehmung werden die bestehenden Relationen in neue Relationen umgewandelt. Das einzelne Wahrnehmungsereignis, der „Wahrnehmungstropfen“, hat sowohl einen subjektiven als auch einen objektiven Aspekt. Jemand und ein Etwas treten in einem Wahrnehmungsereignis in eine Beziehung, die ein neues wirkliches Ereignis entstehen lässt.
Ausgangspunkt der Wahrnehmung ist die „kausale Wirksamkeit“ (causal efficacy). Hiermit kennzeichnete Whitehead den Strom der Daten, der durch den Organismus des Körpers aufgenommen wird. Reflexe wie das Blinzeln bei plötzlichem grellen Licht haben Wirkursachen. „Der primitive, ursprüngliche Charakter der direkten Wahrnehmung ist Vererbung. Vererbt wird der Ton des Empfindens mit Anzeichen für seinen Ursprung: es ist mit anderen Worten der Ton des Vektor-Empfindens.“ (PR 229) Eine kausale Wahrnehmung drängt sich auf und lässt sich nur in geringen Maß steuern. In der kausalen Wahrnehmung werden Relationen und das kontinuierliche Werden der wirklichen, extensiven raum-zeitlichen Welt erfasst. Wahrnehmungen auf der Ebene der kausalen Wirksamkeit sind zunächst einmal „vage, nicht kontrollierbar und voller Emotionen.“ (PR 333) und beziehen sich auf Vergangenes, denn nur Vergangenes kann Datum der Erfahrung sein. Entsprechend ordnete Whitehead auch das Gedächtnis der kausalen Wirksamkeit zu, da es auf der Abfolge irgendeines historischen Weges beruht (PR 232), der seinen Ursprung wie die Verursachung in der physischen Wahrnehmung hat (PR 437). Die Wahrnehmung der anorganischen Welt geht nicht über die kausale Wirksamkeit hinaus. (PR 331 und 232)
Als zweiten Modus der Wahrnehmung nannte Whitehead die „vermittelnde Unmittelbarkeit“ (presentational immediacy). Sie kommt nur höher entwickelten Lebewesen zu. Diese „verfeinerte Wahrnehmung ist das ‚Empfinden der gleichzeitigen Welt‘.“ (PR 164) In ihr entsteht eine „lebhafte Deutlichkeit“ durch die „Mannigfaltigkeit der sinnlichen Vergegenwärtigung“ (PR 330). Sie ist von der kausalen Wirksamkeit abhängig (PR 329), jedoch „vergleichsweise klar, abgegrenzt, kontrollierbar, dem unmittelbaren Erleben zugänglich und ha(t)[ben] einen minimalen Bezug zur Vergangenheit oder zur Zukunft.“ (PR 334). Der Fokus der vermittelnden Unmittelbarkeit liegt auf dem räumlichen Aspekt der Wahrnehmung. „In dieser ‚Weise‘ wird die gleichzeitige Welt bewußt als ein Kontinuum von extensiven Relationen erfaßt.“ (PR 129) Ihre Inhalte sind vor allem Sinnesdaten wie Farben, Gestalten, die räumliche Lage und die räumliche Position des Wahrnehmungsgegenstandes im Verhältnis zum Wahrnehmenden. Der Modus der vermittelnden Unmittelbarkeit entspricht der Wahrnehmungstheorie Descartes’, der allerdings die Ebene der kausalen Wahrnehmung überhaupt nicht erfasst hatte (PR 234-235) Ähnliches gilt für Hume, der deshalb die These aufstellen konnte, dass Kausalität nicht beobachtbar sei. (PR 236-241) Der Modus der vermittelnden Unmittelbarkeit ist ein Zustand der Existenz als Aktualität einer atomistischen wirklichen Welt. Whitehead zitiert William James (Some Problems of Philosophy):
„Entweder unsere Erfahrung ist inhaltslos oder ohne Veränderung, oder sie hat ein wahrnehmbares Maß an Inhalt bzw. Veränderung. Unsere Kenntnis der Realität wächst buchstäblich mit Wahrnehmungskeimen oder -tröpfchen. Intellektuell oder durch Reflexion kann man diese in Bestandteile zerlegen, aber als unmittelbar Gegebene kommen sie entweder alle zusammen oder gar nicht.“ (PR 141)
Die Unterscheidung von kausaler Wahrnehmung und vermittelnder Unmittelbarkeit kann mit der Erkenntnistheorie von Duns Scotus verglichen werden, der in „abstraktive Erkenntnis“ (sinnlich vermittelt = kausal) und in „intuitive Erkenntnis“ (unmittelbare Anschauung) unterteilte.
Die dritte Phase der Wahrnehmung ist der „symbolische Bezug“ (symbolic reference), der zwischen den beiden ursprünglichen Wahrnehmungsformen vermittelt. Der symbolische Bezug ist für das menschliche Denken konstitutiv. „Unsere Erfahrung ist vielschichtig. Sie ist nicht nur symbolisch, doch ohne Symbolik (etwa in der Sprache, in Kunst und Architektur, in sozialen Gewohnheiten und Bräuchen, in Wissenschaft und Religion) ist menschliche Kultur nicht denkbar.“ „Zum symbolischen Bezug zwischen den beiden Arten kommt es immer dann, wenn die Wahrnehmung eines Elements der einen Art sein Korrelat in der anderen hervorruft und sich darin die Verbindung von Empfindungen, Emotionen und abgeleiteten Handlungen niederschlagen lässt, die zu beiden Korrelaten des Paares gehören und die auch durch diese Korrelation verstärkt werden.“ (PR 337) Der symbolische Bezug ist ein aktiv-synthetisierender und stets interpretierender Prozess, in dem durch die Zuordnung eines Symbols zu einer Wahrnehmung ein Urteil gefällt wird und der deshalb anfällig für Irrtum ist. Durch den symbolischen Bezug, zu dem Phantasie und Vernunft beitragen, erhält der Inhalt der Wahrnehmung seine subjektive Form. (PR 332) Die Intensität des symbolischen Bezugs steigert sich vom reinen Symbol, z. B. dem Wort „Wald“, bis hin zu einer beigemessenen Bedeutung, z. B. der Erinnerung an Erlebnisse in einem Wald. Bedeutung ist das, was aus einem Symbol gefolgert wird. Dies können auch Emotionen sein. Sie ist für Whitehead nicht an Sprache gebunden. „Es ist leichter, Weihrauch zu riechen als bestimmte religiöse Gefühle zu produzieren; wenn die beiden also verknüpft werden können, ist Weihrauch ein geeignetes Symbol für solche Gefühle. In der Tat eignen sich bestimmte symbolische Erfahrungen, die leicht zu machen sind, für gewisse Zwecke besser als Symbole denn geschriebene oder gesprochene Worte.“ (PR 342)

#### Bewusstsein
Personale Identität entsteht durch eine bestimmte Form eines Nexus, der eine komplexe dauerhafte Gesellschaft ist. Bewusstsein ist bei Whitehead eine Qualität der Person, nicht die Intentionalität selbst, sondern ein „Modus“ der Intentionalität. „Das Bewußtsein entsteht in einem Prozeß der Synthese physischer und geistiger Vorgänge.“ (PR 443) Es ist nicht gegenständlich, keine eigenständige Entität, sondern eine Weise der Erfahrung der Wirklichkeit. Es ist eine Struktur, ein Element der subjektiven Form (PR 442), eine besondere Form mentaler Zustände, die ebenso wie physische Erfahrungen wirkliche Ereignisse sind. Es erfasst stets nur einen Teil der Wirklichkeit und grenzt andere Prozesse aus (PR 303). Bewusstsein tritt erst in der obersten Stufe der Erfahrung auf. Kausale Wahrnehmung ist noch unbewusst. (PR 303) Erst die vermittelnde Unmittelbarkeit tritt in das Bewusstsein ein, das seinerseits Einfluss auf diesen Wahrnehmungsmodus haben kann. Bewusstsein ist die subjektive Form wirklicher Einzelwesen. Dabei ist das Bewusstsein nicht Grundlage des Erfahrungsprozesses einschließlich Wahrnehmung (PR 115), sondern ein mögliches Ergebnis davon. So kann das Bewusstsein einer zeitlichen Abfolge nur aus der Erfahrung gewonnen werden. (PR 326) Erfahrungsprozesse müssen nicht bewusst ablaufen. Bewusstes Wahrnehmen setzt den Modus des symbolischen Bezugs voraus. In das klare Bewusstsein treten nur abgeleitete, symbolisch modifizierte Inhalte. Diese müssen nicht den zugrunde liegenden fundamentalen Sachverhalten entsprechen. Das, was vage wahrgenommen wird, die inneren Erfahrungsinhalte, wurden von Descartes ebenso wie vom Sensualismus übersehen. Erfahrung ist mehr als im Bewusstsein erfasst wird. Das Verhältnis von Unterbewusstem und Bewusstem ist unscharf. Hier stimmt Whitehead mit der von Leibniz getroffenen Unterscheidung zwischen Perzeptionen (undeutlich) und Apperzeption (klar) überein. Bewusstsein kann unterschiedliche Intensitäten haben.
„Das Bewußtsein flackert, und selbst wo es am hellsten ist, gibt es ein kleines Brennpunktgebiet klarer Erleuchtung und ein großes Gebiet im Halbschatten liegender Erfahrung, das in dunkler Erahnung von intensiver Erfahrung berichtet.“ (PR 486)
Wesentliches Charakteristikum ist, „daß es kein Bewußtsein gibt, ohne Aussagen als ein Element im objektiven Datum.“ (PR 445) Damit setzt Bewusstsein den Eintritt in den symbolischen Bezug voraus. Neben der Symbolisierung gehört zum Bewusstsein, dass ein Kontrast in der Wahrnehmung zwischen dem, was tatsächlich ist, und dem, was sein könnte und nicht ist, besteht. (PR 444 und 486) Durch den Kontrast entsteht eine Abgrenzung des bewusst gewordenen Einzelwesens. „Wenn die Kontraste und Identitäten solcher Empfindungen ihrerseits empfunden werden, haben wir Bewußtsein.“ (PR 350)
„Der Triumph des Bewußtseins geht einher mit dem negativen intuitiven Urteil. In diesem Fall kommt es zu einem bewußten Empfinden dessen, was sein könnte, aber nicht ist. […] Es ist das Empfinden von Abwesenheit, und es empfindet diese Abwesenheit durch die endgültige Ausschließlichkeit dessen, was tatsächlich gegeben ist. Daher erreicht die Ausdrücklichkeit der Negation, die die besondere Charakteristik des Bewußtseins ausmacht, hier ihren Höhepunkt“ (PR 497)

#### Subjekt – Superjekt
Whitehead vertrat eine von der Tradition abweichende Auffassung des Begriffs Subjekt. Das Subjekt war für ihn keine Substanz, die im Verlaufe des Erfahrungsprozesses konstant bleibt, auch nicht als kantischer Grenzbegriff, sondern die Innenperspektive eines wirklichen Einzelwesens, das ja selbst ein Prozess ist. Die traditionalistische Philosophie setzt ein Subjekt als Substanz voraus und stellt diesem ein Objekt gegenüber. Whitehead widersprach ausdrücklich der als „kopernikanische Wende“ bezeichneten Auffassung Kants, dass das Subjekt die Objekte konstituiert.
„Die organistische Philosophie kehrt diese Analyse um und erklärt den Prozeß als einen Verlauf von der Objektivität zur Subjektivität, nämlich von der Objektivität, aufgrund deren die äußere Welt ein Datum ist, zu der Subjektivität, durch die es eine individuelle Erfahrung gibt.“ (PR 292)
Das wirkliche Einzelwesen steht in einem ständigen Prozess, in dem es andere wirkliche Einzelwesen in sich aufnimmt. Dieser Prozess ist das Subjekt, das das innere Moment, die intrinsischen Eigenschaften, eines wirklichen Einzelwesens darstellt. Subjekte liegen den Prozessen in der Welt nicht zugrunde, sondern entstehen erst im Werden. Sie sind nicht Quelle der Erfahrung, wie dies dem dualistischen Geist zugeschrieben wird, sondern sie erfahren im Prozess. Zugleich steht das wirkliche Einzelwesen im Kontrast zu anderen wirklichen Einzelwesen. Diese im Kontrast stehenden wirklichen Einzelwesen werden für das Subjekt objektiviert. Objekte stellen eine Potenzialität für ein Subjekt dar. Das Subjekt als sich selbst-erzeugendes wirkliches Einzelwesen erfasst Informationen über die ihm äußere Welt. Positiv erfasste Objekte wirken auf das Subjekt ein. Negativ erfasste Gegenstände führen zu einer Abgrenzung, zu einem endgültigen Ausschluss (PR 94). Durch ihren Kontrast sind sie aber maßgeblich am Entstehungsprozess des jeweiligen Subjekts beteiligt. (PR 414) Weil Objekte stets auch aus ihrer eigenen Perspektive Subjekte sind, objektivieren sich Subjekte gegenseitig. Sie sind die „Potentialität der ‚Objektivierung‘ im Werden anderer wirklicher Einzelwesen.“ (PR 66)

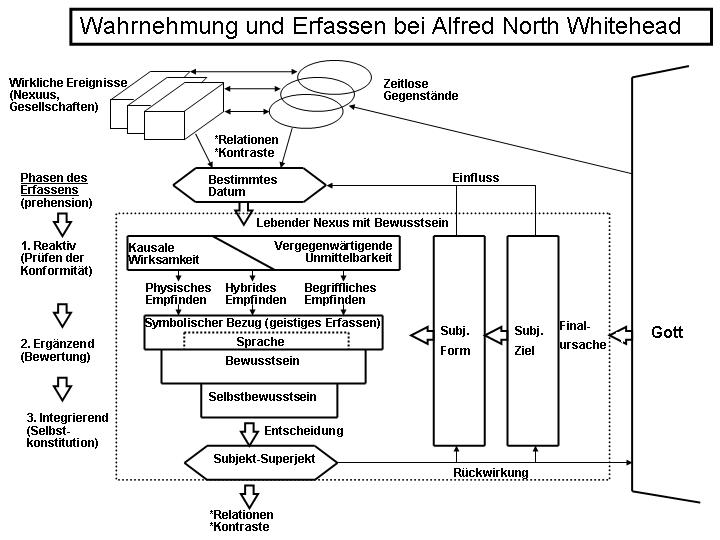
Wahrnehmung und Erfassen bei Alfred North Whitehead

Parallel zu den eigentlichen Wahrnehmungsphasen unterschied Whitehead in einer Art Theorie der Erfahrung, der erfassenden (prehension) Ereignisse, zu denen auch die Wahrnehmung gehört, drei Stufen der Empfindungen (feelings), in denen die Wahrnehmung verarbeitet wird, und zwar physische, begriffliche und aussageförmige Empfindungen. Er bezeichnete diese auch als „reaktive“, „ergänzende“ und „geistige“ Phase der Erfahrung. (PR 335-336 und 392-394) Erfahrung ist das Vollziehen eines Prozesses. Die Intensität der Erfahrung ist eine Frage der Intensität des Kontrastes zu anderen wirklichen Ereignissen. Die Phasen der Empfindungen stellen den Prozess der Selbstkonstituierung dar. Sie entsprechen dem geistigen Pol wirklicher Einzelwesen. Die Empfindung ist der Übergang der Daten der äußeren Welt in die Subjektivität. (PR 93) Sie ist das Bindeglied zwischen Subjekt und Objekt, in der die Erfahrungen zu einer Erlebniseinheit zusammenwachsen (concrescence). Im Erfassen wirken immer das erfassende Subjekt, das erfasste Objekt als Datum und die subjektive Form, d. h. die Art und Weise wie das Subjekt das Datum erfasst, zusammen. (PR 66) Dabei werden die erfassten Daten entsprechend dem subjektiven Ziel des aufnehmenden wirklichen Ereignisses übernommen, verändert, abgeschwächt oder verstärkt oder als Kontrast negiert. In der physischen Empfindung entstehen Ausgangsdaten (initial data) durch die Begegnung mit anderen wirklichen Ereignissen. In dieser reaktiven Phase werden Empfindungen anderer wirklicher Ereignisse aufgenommen. Geschehnisse, d. h. das Erfassen sich wiederholender wirklicher Ereignisse, bedürfen der Erinnerung. Mit abnehmendem Kontrast, mit Gewöhnung, sinkt die Intensität der Erinnerung. Die höchste Intensität des Kontrastes entsteht durch Aufmerksamkeit und die Erfahrung des Neuen. Die Intensität des Kontrastes hängt auch stark von den Bedingungen der Erfahrung, der Vorgeschichte ab. Ein Spaziergänger im Wald betrachtet einen Baum anders als ein Förster oder ein Holzfäller oder ein Tischler. Für jeden besteht eine andere Subjektivität.
Im begrifflichen Erfassen (conceptual prehension) besteht kein unmittelbarer Kontakt zur Außenwelt mehr. Es werden vielmehr – bestimmt vom subjektiven Ziel – Bewertungskategorien (conceptual feelings) als zeitlose Einzelwesen gebildet und so die erfassten Daten ergänzt. Diese bestimmen die Intensität und Form der Erfahrung. Es entsteht eine unmittelbare Privatheit (private immediacy), in der sich das subjektive Ziel auch verändern kann. Einen Begriff verstand Whitehead als das analytische Wirken von Universalien. In der Erfüllung als dritter Phase werden schließlich die physischen und die begrifflichen Empfindungen zu einem „logischen Subjekt“ verknüpft. Es findet eine Integration von physischem Pol und zeitlosen Gegenständen statt. Es ist die Phase, in der die Potenzialität zeitloser Gegenstände wirklich (actual) wird. Dabei kann eine Reproduktion erfasster Daten erfolgen, es kann aber auch ein neuer Typ von Individuum entstehen (PR 348), oder die vorherrschenden Daten werden nicht erfasst, was zum Zerfall des Nexus führt (PR 350). Das aussageförmige Empfinden (propositional feelings) ist eine Schlussfolgerung aus den beiden ersten Phasen. Es ist das Ergebnis des Prozesses eines wirklichen Einzelwesens, das Whitehead in einem Neologismus „Superjekt“ nannte, das dem Subjekt als Inhalt des Prozesses eines wirklichen Einzelwesens gegenübersteht. Während der Aspekt des Subjekts die innere, private Sphäre eines wirklichen Ereignisses anspricht, kommt im Superjekt die objektive Seite des Ereignisses zum Ausdruck, die für andere Ereignisse öffentlich ist. (PR 524) Das Superjekt ist das Ziel, auf das hin sich ein wirkliches Einzelwesen konstituiert. Es ist eine teleologische Selbstschöpfung (teleological selfcreation, PR 406). Im Superjekt sind alle Möglichkeiten des Werdens zu Bestimmtheiten geworden. Jedes Superjekt, jede Erfüllung eines wirklichen Einzelwesens, ist jedoch nicht statisch, denn es enthält die Potenzialität in einen neuen Prozess, in den Erwerb neuer Inhalte (acquisition of novel content), in ein neues wirkliches Einzelwesen einzugehen oder ihm als Kontrast zu dienen. (Prinzip der Relativität)
„Es ist ganz wesentlich für die Lehre der organistischen Philosophie, daß der Begriff eines wirklichen Einzelwesens als das unveränderte Subjekt der Veränderung vollständig aufgegeben wird. Ein wirkliches Einzelwesen ist zugleich das erfahrende Subjekt und das Superjekt seiner Erfahrungen. Es ist ein Subjekt-Superjekt, und keine Hälfte dieser Beschreibung kann auch nur für einen Augenblick außer Acht gelassen werden.“ (PR 75-76)
Die Kennzeichnung des Subjektes als Subjekt-Superjekt versucht deutlich zu machen, dass das Subjekt stets zugleich etwas ist, das erfahren wird (Ergebnis) und in einem fortwährenden, sich selbst konstituierenden Prozess erfährt. Das Subjekt erzeugt nicht den Erfahrungsprozess, sondern ist ein sich stetig wandelndes Element davon, ein Werdendes, und im Ergebnis das Superjekt, das Gewordene mit raum-zeitlicher Bestimmtheit, das das Potenzial enthält, in ein neues wirkliches Ereignis, in ein Anderes, einzugehen. Das Superjekt nimmt die ganze Geschichte des Subjektes in sich auf und ist zugleich eine Möglichkeitsbedingung, eine Antizipation der Zukunft, die ihm immanent ist. Entsprechend ist auch die menschliche Subjektivität ein Prozess des Selbstwerdens, das im Bewusstsein ein Fühlen des Innewerdens seiner selbst ist. Das Selbstsein als Superjekt ist ein ständiges Übergehen in ein neues Werden. Als ein mit einer Vielheit von Prozessen verbundener Nexus ist der Mensch ein vielschichtiges Ereignis, mehr als nur eine Persönlichkeit. Als geistiges Wesen kann der Mensch in seiner Subjektivität, im Innewerden seiner selbst, im Bewusstsein seine Möglichkeiten erfassen und Entscheidungen treffen.

### Theorie der Ausdehnung
Während die Theorie des Erfassens eine genetische Analyse der grundlegenden Prozesse des Werdens ist, also sich mit deren Entstehung befasst, betrachtet die Theorie der Ausdehnung denselben Untersuchungsgegenstand morphologisch, also nach seinen formenden Strukturelementen (PR 513). Beide Betrachtungsweisen sind komplementär.
In der genetischen Analyse unterschied Whitehead in der Theorie des zeitlich nicht ausgedehnten Erfassens drei Entwicklungsphasen des Werdens eines wirklichen Einzelwesens. (Vgl. PR 59 sowie 424-426) In einer Bewegung von außen nach innen werden zunächst die Daten der äußeren Welt erfasst (ante rem). Sie werden im zweiten gedanklichen Schritt im Subjekt bewertet (conceptual valuation) in Hinblick auf die Möglichkeit, mit denen das subjektive Ziel erreicht werden kann. Die Informationen der äußeren Welt werden im Subjekt (in re) so integriert, dass sie entweder in das Neue des werdenden wirklichen Ereignisses eingehen oder negiert und als Objekt mit einem Kontrast ausgegrenzt werden. Auch in dieser Funktion tragen sie zum Werden des Ereignisses bei. Das Ergebnis dieses Integrationsvorgangs ist schließlich die Erfüllung, das Superjekt (post rem). Es ist real geworden und hat sich konkretisiert.
Aus der Entstehung des Werdens ergibt sich noch keine Aussage über die Struktur der äußeren Welt, da das Werden eines wirklichen Ereignisses keine zeitliche Abfolge, sondern nur eine eigene Dauer hat. „Es gibt zwar ein Werden der Kontinuität, aber keine Kontinuität des Werdens. Die wirklichen Ereignisse sind die werdenden Geschöpfe, und sie begründen eine kontinuierlich ausgedehnte Welt. Anders gesagt, Ausgedehntheit wird, aber ‚Werden‘ ist nicht ausgedehnt.“ (PR 87) Entsprechend ist der Prozess die Grundlage der Ausdehnung. Aber auch die Ausdehnung ist unverzichtbarer, elementarer Bestandteil der Wirklichkeit.

#### Das extensive Kontinuum
Raum und Zeit haben für Whitehead Ausdehnung (PR 129). In der Wahrnehmung der vergegenwärtigenden Unmittelbarkeit wird die gleichzeitige Welt als ein Kontinuum von extensiven (ausgedehnten) Relationen begrifflich erfasst. Bei der Analyse wird nach Whitehead häufig der Fehler gemacht, die gedankliche Abstraktion, die sich auf reine Möglichkeiten bezieht, nicht von der wirklichen Welt zu unterscheiden, in der sich die Möglichkeiten in Realität umgewandelt haben. Die wirkliche Welt der wirklichen Ereignisse ist „unheilbar atomistisch“. (PR 129) Kontinuität und die Idee der unendlichen Teilbarkeit existiert nur in Gedanken. Die der Wahrnehmung entstammenden Tatsachen sind als wirkliche Ereignisse und als diese bestimmenden Relationen konkret und damit nicht kontinuierlich und nicht unbegrenzt teilbar.
„Ein extensives Kontinuum ist ein Komplex von Einzelwesen, der durch die vielfältigen verwandten Beziehungen des Ganzen zum Teil, des Überlappens, aus dem sich gemeinsame Teile ergeben, der Berührung und andere, die sich von diesen primären Beziehungen herleiten lassen, vereinigt werden. Der Begriff eines ‚Kontinuums‘ umfasst sowohl die Eigenschaft unbegrenzter Teilbarkeit als auch die grenzenlose Ausdehnung. […] Dieses extensive Kontinuum bringt die Solidarität aller möglichen Standpunkte durch den gesamten Prozeß der Welt hindurch zum Ausdruck.“ (PR 138)
Die ganze Welt ist ein Beziehungsgeflecht wirklicher Ereignisse, die alle auf irgendeine Weise direkt oder indirekt miteinander verbunden sind. Ausdehnung (extension) ist eine grundsätzliche, nicht mehr hinterfragbare, nur in ihren Eigenschaften beschreibbare Relation, die in jedem wirklichen Einzelwesen enthalten ist; sie ist ein „Sich-erstrecken von Etwas über Etwas“.
Whitehead betonte, dass er grundsätzlich von der relativistischen Weltauffassung ausgehe, weil diese besser mit seiner organistischen Konzeption übereinzustimmen scheine als das Newton’sche Weltbild. Für die menschliche Praxis ist der Unterschied zwar weitgehend unerheblich, „weil die klassische Lehre mit einigen Ausnahmen als ein Spezialfall der relativistischen angesehen werden kann“, jedoch ein Fall ist, „der nicht mit der Evidenz der Erfahrung übereinzustimmen scheint.“ (PR 138) „Man muß daran erinnern, daß der Ausdruck ‚wirkliche Welt‘ wie ‚gestern‘ und ‚heute‘ seine Bedeutung je nach Standpunkt verändert.“ (PR 137) Im Modell der klassischen Theorie Newtons ist die Welt dadurch bestimmt, dass alle Dinge einen festen Ort in Raum und Zeit haben, so dass zu einem bestimmten Zeitpunkt ihre Beziehungen zu allen Dingen festgelegt sind. Zeit wird in diesem Modell als ein kontinuierlicher Strahl aus aufeinander folgenden Punkten gedacht. Die Veränderung eines Gegenstandes wird unabhängig von den übrigen Gegenständen beschrieben. Raum und Zeit sind in diesem Modell unabhängig von der konkreten Materie. Whitehead kritisierte: „In dem bloßen extensiven Kontinuum findet sich kein Prinzip, das bestimmen könnte, welche regionalen Quanten atomisiert werden sollen, um den realen perspektivischen Standpunkt für die primären Daten zu bilden, aus denen die grundlegende Phase in der Konkretisierung eines wirklichen Einzelwesens aufgebaut ist.“ (PR 139/140) Um die Veränderungen in der Welt zu erklären, darf man nicht von isolierten, statischen Materieteilchen ausgehen, sondern muss in Rechnung stellen, dass alle Elemente der Welt sich „in der Solidarität einer Welt befinden“ (PR 139), in einem Zusammenhang stehen, der bereits die weitere Entwicklung des Werdens in sich birgt. Die Gegenwart ist der Möglichkeitsraum der Zukunft und auf die gleiche Weise durch ihre eigene Vergangenheit bestimmt. Das Werden in der Welt (concrescence) beinhaltet immer schon den Übergang (transition) in ein Neues.
Indem Descartes und Newton behaupteten, dass die Dinge in der Welt selbstgenügsam sind, dass ein Ding keines anderen Dings bedarf als seiner selbst, um zu existieren (PR 37), vertraten sie einen reinen Externalismus; jedes Ding ist für alle anderen extern. Die Welt ist ausschließlich extensiv. In der Gegenwart Whiteheads vertrat auch Russell mit der Konstruktion von Zeitpunkten als Klassen von Ereignissen diese Position. Die Gegenposition, dass alle Relationen intern bestimmt sind, ist der Idealismus Platons. Historische Vertreter sind etwa Berkeley oder der absolute Idealismus in Deutschland. Gegen Russell vertrat diese Position Bradley. Hiernach ist eine unabhängige, individuelle Existenz losgelöst vom absoluten Geist nicht möglich. Naturgesetze sind nicht extern („göttlich“), sondern immanent im Wesen der Dinge und deshalb nicht allgemeingültig. Es entsteht das Problem, dass hieraus der Wandel durch den Internalismus nicht mit allgemeinen Gesetzen erklärt werden kann. Whitehead sprach beiden Positionen eine gewisse Berechtigung zu, löste sie aber zugunsten seiner bipolaren Metaphysik auf, in der der Gegensatz von physischem Pol und geistigem Pol eines wirklichen Ereignisses als zwei Seiten einer Medaille behandelt wird. Der physische Pol steht dabei für Aktualität, wirkliche Existenz, Einheit, Öffentlichkeit, Kausalität, Objektivismus und Atomismus. Diesen Kennzeichnungen entsprechen im geistigen Pol Potenzialität, mögliche Existenz, Vielheit, Privatheit, Finalität, Subjektivität und das Kontinuum.
„In dem bloßen Kontinuum gibt es entgegengesetzte Potentialitäten; in der wirklichen Welt gibt es eindeutige atomistische Wirklichkeiten, die ein kohärentes System realer Teilmengen überall im Gebiet der Wirklichkeit bestimmen. Jedes wirkliche Einzelwesen ist in seinem Verhältnis zu jedem anderen wirklichen Einzelwesen so gesehen irgendwo in dem Kontinuum und geht aus den Daten hervor, die dieser Standpunkt mit sich bringt.“ (PR 140)
In der traditionellen Sichtweise ist ein Stein ein extensiver Gegenstand mit dem Charakter der ruhigen undifferenzierten Dauer (Substanz), an dem eine bestimmte Farbqualität (Akzidenz) wahrgenommen wird. „Der so interpretierte Stein garantiert die vera causa [den wahren Grund = die Tatsache der Existenz], und mutmaßliche Erklärungen in Wissenschaft und Philosophie folgen seinem Modell.“ (PR 157) Substanz und Akzidenz sind die Grundlage einer materialistischen Naturwissenschaft und ein „nützliches Abstraktum“. Doch die modernen Wissenschaften zeigen die Irrtümlichkeit dieser Überzeugung. Die Moleküle des Steins befinden sich in heftiger Bewegung. (PR 158) Das letzte Bollwerk des Substanzdenkens wird durch die Mikrophysik gesprengt. „Die mysteriösen Energiequanten sind aufgetreten, wurden, wie es scheint, von den kurzen Unterbrechungen der Protonen oder der Elektronen abgeleitet. Was aber noch schlimmer für das Konzept ist, die Quanten scheinen sich in Lichtschwingungen aufzulösen.“ Sie sind „ihrer eigenen Natur nach selbst irgendwie schwingend“ (beide PR 159).

#### Teilung
Als Teilung bezeichnete Whitehead die Analyse der im Zuge seines Werdensprozesses in ein wirkliches Einzelwesen eingegangener Informationen, die sich aus seinen Relationen zur wirklichen Welt ergeben. (10. Kategorie der Erklärung, PR 66)
Teilung kann sich auf wirkliche Einzelwesen in zweierlei Weise beziehen. Zum einen können sie als Teile eines Nexus fungieren. Zum anderen können sie selbst Gegenstand der Teilung sein. Die Sinnesdaten werden differenziert durch Teile, zu denen vorausgehende Zustände des Körpers gehören, der ebenfalls im Raum differenziert ist. „Unsere direkte Wahrnehmung der gleichzeitigen Welt wird daher auf Ausdehnung reduziert und definiert (i) unsere eigene geometrische Perspektive, (ii) Möglichkeiten wechselseitiger Perspektiven für andere gleichzeitige wirkliche Einzelwesen inter se und (iii) Möglichkeiten der Teilung. Diese Möglichkeiten der Teilung konstituieren die äußere Welt als ein Kontinuum. Denn ein Kontinuum ist teilbar; soweit die wirkliche Welt durch wirkliche Einzelwesen geteilt wird, ist sie kein Kontinuum, sondern atomistisch.“ (PR 130)
Die in den Sinnesdaten gegenwärtige (contemporary) Welt enthält das Potenzial für die künftige Welt. Dieser gedankliche Möglichkeitsraum, der ja in der Gegenwart als solcher bereits real ist, ist kontinuierlich teilbar, aber (noch) nicht geteilt. Diese Teilung erfolgt erst, wenn sich eine der vielfältigen Möglichkeiten im Prozess des Werdens realisiert. Die Realisation ist dann atomistisch und nur noch begrenzt unter Berücksichtigung der physikalischen Gegebenheiten teilbar. Realisierte wirkliche Einzelwesen „sind voneinander getrennt, können aber selbst nicht in andere gleichzeitige (contemporary) wirkliche Einzelwesen getrennt werden.“ (PR 130/131)
Weil wirkliche Einzelwesen aus dem Möglichkeitsraum des extensiven Kontinuums hervorgehen, der potenziell teilbar ist, sind sie raum-zeitlich ausgedehnt. Sie sind „extensiv, da sie aus einer Potentialität der Teilung hervorgehen, die in der wirklichen Tatsache nicht geteilt ist.“ (PR 155) Durch den Übergang von der möglichen zur wirklichen Welt wird das extensive Kontinuum zu einer atomistischen physikalischen Welt. „Die wirklichen Einzelwesen atomisieren es und lassen so real werden, was vorher bloß potentiell war.“ (PR 148)
Die koordinierte Teilung (coordinate division) ist ein Sonderfall des Konzepts der Teilung, der sich ausschließlich auf das erfüllte wirkliche Einzelwesen (Superjekt) bezieht. Koordiniert meint mit einer relativen raum-zeitlichen Koordinate versehen. Durch seine Erfüllung ist das wirkliche Einzelwesen ein Potenzial, als Objekt oder Datum in neue wirkliche Einzelwesen einzugehen. Als koordinierte Teilung bezeichnete Whitehead diejenigen Aussagen (propositions), die über das erfüllte wirkliche Einzelwesen in Hinblick auf seine Potenziale gemacht werden können. Ein erfülltes wirkliches Einzelwesen ist durch physisches und begriffliches Erfassen ein Quantum in einem oder mehreren Nexus, das „sowohl ein räumliches als auch ein zeitliches Element“ hat. (PR 514) Whitehead bezeichnete ein solches Quantum auch als „extensives Gebiet“ (extensive region), das einen bestimmten „Standpunkt“ in der wirklichen Welt einnimmt. Insofern hat jedes wirkliche Einzelwesen eine eigene wirkliche Welt, die es von allen anderen wirklichen Einzelwesen unterscheidet, auch wenn durch vielfältige Bezüge ein hohes Maß an gleichen Elementen innerhalb eines Nexus gegeben sein kann. Das erfüllte wirkliche Einzelwesen ist als physisches Element atomistisch und als erfasste Information kontinuierlich. Als Information kann es geteilt und mit anderen Einzelwesen verbunden werden. (PR 429), eine andere Rolle spielen. „Es gibt unbegrenzt viele erfasste Informationen, die einander überlappen, unterteilen und gegenseitig ergänzen.“ (PR 430) Solche abgeteilten Informationen verlieren als solche den Bezug zum ursprünglichen subjektiven Ziel und gewinnen ihre Bedeutung für einen Zweck erst, wenn sie in den Nexus eines neuen wirklichen Ereignisses eingehen. (PR 530)

#### Ausdehnungszusammenhang
Die grundlegenden Beziehungen zwischen den Elementen eines ausgedehnten Kontinuums, die noch auf der Ebene vor den physikalischen Beschreibungen der Prozesse in der Natur bestehen, sind für Whitehead geometrisch (siehe oben: Ordnung der Natur). In jeder Morphologie eines Nexus bestehen geometrische Relationen, die man als Abstraktionen der Eigenschaften wirklicher Ereignisse analysieren kann. Diese Beziehungen sind Charakteristika der physikalischen Welt. Sie sind für das wirkliche Einzelwesen nicht intern (subjektiv), sondern extern (objektiviert). Die allgemeine Bezeichnung Whiteheads für eine externe Beziehung wirklicher Einzelwesen ist ein „Ausdehnungszusammenhang“ (extensive connection).
Die geometrischen Strukturen geben der Vielzahl der wirklichen Ereignisse eine erste Stufe der Ordnung. Zur Beschreibung dieser Strukturen verwendete Whitehead die „Methode der extensiven Abstraktion“. Die Grundlegung hierzu hatte er bereits in seiner ersten naturphilosophischen Schrift „An Enquiry concerning the Principles of Natural Knowledge“ dargestellt. Es handelt sich um eine mereologische Geometrie, für die das Verhältnis „Teil – Ganzes“ und die Beziehung „ausgedehnt über“ die Grundelemente bilden (Topologie, Mereotopologie). Zur Erläuterung verwendete Whitehead in Prozess und Realität zwei Diagrammgruppen, die die Möglichkeiten der geometrischen Beziehungen zeigen und entwickelte entlang dieser Darstellung ein System von Definitionen und Axiomen (im Text: „Annahmen“). Den Hintergrund hierzu bildet die Theorie der Vektorfelder, die zur Beschreibung dynamischer, physikalischer Systeme wie des Elektromagnetismus, über den Whitehead promoviert hatte, verwendet wird. Grundbegriffe seines Axiomensystems sind „Gebiet“ (region) und „zusammenhängend“ (extensively connected). Whitehead warnte vor möglichen Missverständnissen in Bezug auf die Grafiken. (PR 532) Diese enthalten Merkmale, die erst im Axiomensystem entwickelt werden. Zudem ist die Darstellung zweidimensional, während das Axiomensystem für vierdimensionale raum-zeitliche Relationen bestimmt ist. „Bei der Anwendung dieser Theorie der Ausdehnung auf die bestehende physische Welt unserer Epoche sind Volumen vierdimensional und Hyperflächen dreidimensional. Aber Kurvenstücke sind eindimensional.“ (PR 542) Jedes wirkliche Ereignis ist ein Quantum, das ein bestimmtes Gebiet in der Raumzeit ausmacht. (PR 514)
Mit dem Konzept der extensiven Abstraktion versuchte Whitehead darzulegen, wie es dazu kommen kann, dass man abstrakt über einen nicht ausgedehnten Punkt im Raum und ein zeitliches Moment ohne Dauer reden kann, obwohl Ereignisse in der Wahrnehmung immer zeitlich und räumlich ausgedehnt sind. Indem es gelingt, selbst die kleinste geometrische Einheit, einen Punkt, als konstruiert aufzuweisen, anstatt dessen Gegebensein axiomatisch anzunehmen, kann man begründen, dass eine nicht-ausgedehnte Stelle in Raum und Zeit eine Abstraktion sein muss. Punkte sind so keine „einfachen“, ausdehnungslosen Entitäten mehr, sondern Nexus wirklicher Ereignisse mit Ausdehnung.

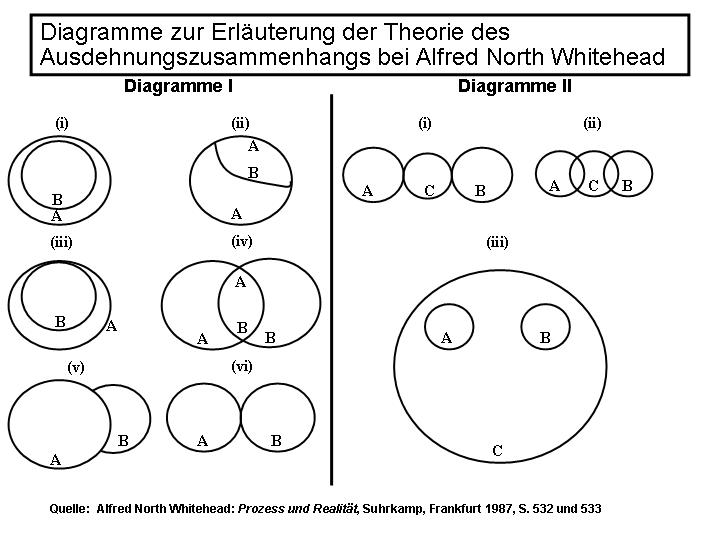
Diagramme zur Erläuterung der Theorie des Ausdehnungszusammenhangs

Whitehead lieferte in Prozess und Realität nur eine Skizze einer entsprechenden punktfreien Geometrie. (Pointfree Geometry) Walter Jung kommentiert diese Passage: „Whitehead hat nur eine rohe Skizze geliefert und ausdrücklich keinen Versuch gemacht, das Gebäude einwandfrei zu axiomatisieren. Das wäre auch eine rein mathematische Angelegenheit, für die in einer Abhandlung über Metaphysik kein Platz wäre.“ Im Folgenden werden einige wenige Kernthesen aufgelistet, um das Prinzip der extensiven Abstraktion zu veranschaulichen:
- Gebiete können unmittelbar (Diagramm I, Fall (i) = DI (i)) oder mittelbar (DII (i)) zusammenhängen (Def. 1)
- Die Relation des Zusammenhangs ist symmetrisch: Wenn A mit B, dann hängt auch B mit A zusammen.
- Die Relation ist nicht transitiv: Wenn A mit C und B mit C zusammenhängen, dann muss nicht A mit B zusammenhängen (DII (iii))
- Ein Gebiet A enthält ein Gebiet B, wenn alle Elemente von B auch Elemente von A sind (Def. 2) Diese Relation ist transitiv (wenn B {\displaystyle \ \subset } A und C {\displaystyle \ \subset } B, dann C {\displaystyle \ \subset } A).
- Zwei Gebiete überlappen sich, wenn es ein Gebiet gibt, das sowohl in dem einen als auch dem anderen enthalten ist (Def. 3; DI (iv)) Das gemeinsame Gebiet nennt man Durchschnitt (Def. 6)
- Eine Zerlegung ist eine Teilung eines Gebiets ohne Überlappung (Def. 4)
- Ein „äußerer Zusammenhang“ besteht, wenn zwei Gebiete zusammenhängen, aber sich nicht überlappen (Def. 7; DI (vi))
- Eine abstraktive Menge besteht aus einer Menge von ineinander verschachtelten Gebieten, wobei keines davon in jedem Element der Mengen enthalten ist (Def. 10). Im dreidimensionalen Raum sind abstraktive Mengen geometrische Figuren wie Punkte, Kurvenabschnitte oder Flächenabschnitte. Whitehead nannte als Beispiel die russischen Matroschkas.[75]
- Abstraktive Mengen überdecken sich (cover), wenn jedes Element der Menge die andere überdeckt (Def. 12)
- Das Gegenstück nannte Whitehead „inzident“ (Def. 15). Dies ist gegeben, wenn die Glieder zweier geometrischer Elemente sich zwar überdecken, die Elemente aber nicht identisch sind.
- „Definition 16: Ein geometrisches Element wird ‚Punkt‘ genannt, wenn ihm kein geometrisches Element inzident ist. Diese Definition eines ‚Punktes‘ ist mit Euklids Definition vergleichbar: ‚Ein Punkt hat keine Teile‘.“ (PR 539)

Mit dieser – hier sehr verkürzten Darstellung – konstruierte Whitehead im ersten Schritt einen Punkt als Grundelement einer mengentheoretischen Topologie und konnte so im Rahmen seiner weiteren Ausführungen zeigen, dass eine Beschreibung des Universums in den Begriffen der Ausdehnung möglich ist. Durch die Dynamisierung seiner Betrachtung konnte er feststellen: „Die mathematische Physik übersetzt die Aussage Heraklits: „Alles fließt“, in ihre eigene Sprache. Sie wird dann zu: Alle Dinge sind Vektoren. Die mathematische Physik akzeptiert auch die atomistische Lehre Demokrits. Diese übersetzt sie in die Formulierung: Aller Energiefluss unterliegt ‚Quanten‘ – Bedingungen.“ (PR 556-557)

#### Epochale Theorie der Zeit
Whitehead entwickelte seine Theorie der Zeit in Anlehnung an Locke, Bergson und James. Alle drei hoben bei ihrer Betrachtung der Zeit darauf ab, wie diese erfahren wird, nämlich ausgedehnt als Dauer (duration). Aktuale Dauern sind faktisch nicht teilbar, denn das Ereignis der Teilung kann erst beginnen, wenn die Dauer bereits abgelaufen ist (sich erfüllt hat). Eine Teilung der Zeit in kleinere Dauern als das Ereignis ist demnach nicht möglich, sondern die Vorstellung einer solchen Teilung ist immer schon eine gedankliche Abstraktion. Jedes wirkliche Einzelwesen in der zeitlichen Welt hat für seinen perspektivischen Standpunkt ein räumliches Volumen. Entscheidend für Whiteheads Auffassung der Zeit ist, dass er zeitgleiche (instantane) Ereignisse ohne Ausdehnung für nicht vorstellbar hielt. (Quantensprung) Gegenwärtige Zeitmomente haben stets eine Eigenzeit (specious present) mit einem Bezug zu Vergangenheit und Zukunft. Ein Organismus ist eine in Raum und Zeit ausgedehnte Struktur. Ohne diese Ausdehnung wäre das Funktionieren eines Organismus nicht vorstellbar.

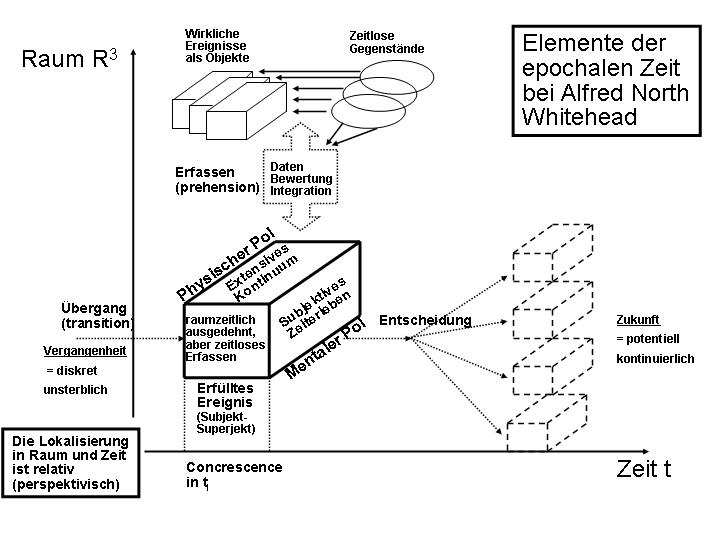
Schema zur Erläuterung der epochalen Theorie der Zeit

Wesentlich für Whiteheads Verständnis der Zeit ist die Unterscheidung von zwei Typen von Prozessen. Zum einen ist der genetische Prozess des Werdens eines wirklichen Ereignisses, das Zusammenwachsen (concrescence) der es bestimmenden Elemente, ein ganzheitlicher Vorgang, der zwar eine eigene Ausdehnung (duration) hat, aber keine zeitliche Abfolge (succession). Das wirkliche Einzelwesen ist zeitlich ausgedehnt, aber nicht sein Werden. Das Werden ist der innere, subjektive und private Entstehungsakt eines wirklichen Einzelwesens, der keine zeitliche Struktur im Erfassen hat. Erst das erfüllte wirkliche Einzelwesen, das Superjekt, wird nach außen hin sichtbar und damit objektivierbar für die Welt der anderen wirklichen Einzelwesen. Erst als Superjekt hat es eine Dauer.
Eine andere Ebene ist zeitlich angesprochen mit dem Übergang (transition) wirklicher Ereignisse in andere wirkliche Ereignisse, der den extensiven kosmologischen permanenten Prozess des Werdens beschreibt. Eine kosmische Epoche kann sich aus mehreren Dauern einzelner zeitlicher Einzelwesen zusammensetzen. Die Idee des Prozesses des Übergangs beinhaltet die Vorstellung, dass jedes Ereignis Vorgänger hat, die es kausal beeinflussen (causal efficacy). Durch Erfassen nimmt das Ereignis seine vorlaufende Geschichte auf und bewertet sie aufgrund seines subjektiven Ziels, so dass es zu einer Integration in einer bestimmten Art kommt (siehe Theorie des Erfassens). In der makrophysischen Welt bestehen Nexus und Gesellschaften, die strukturiert sind und durch ihr Beziehungsgeflecht auch durch Wiederholung als dauerhafte Gegenstände (enduring objects) erfasst werden. Zur Verdeutlichung der Bedeutung des Relativitätsprinzips benutzte Whitehead das Beispiel eines Schuhs eines Zugreisenden. Für den Reisenden ist der Schuh ein Punkt, für jemanden, der den Zug von außen sieht, eine Linie und aus der Perspektive des Mars eine komplizierte Figur, die durch die Erdrotation und die Umkreisung der Sonne beeinflusst ist. Was für den einen Beobachter ein Punkt ist, stellt für einen anderen eine sukzessive Reihenfolge zeitgleicher Räume dar.

### Gottesbegriff: „Der werdende Gott“
Metaphysik muss nach Whitehead auch religiösen Empfindungen Rechnung tragen, weil diese ein Teil der Wirklichkeit sind. (PR 613) Der Whitehead’sche Gottesbegriff ist ein philosophischer Begriff, der sich nicht aus einer Offenbarung ergibt. (PR 612) Das kreative Prinzip des Gottesbegriffes von Whitehead zieht sich durch den Essay. „Gottes Immanenz in der Welt ist ein Drang in die Zukunft, der sich einem Streben in der Gegenwart verdankt.“ (PR 80) „Gott ist das Organ des Neuen.“ (PR 140) „Daher ist Gottes Zweckbestimmung im kreativen Fortschreiten das Hervorrufen von Intensitäten. Die Erzeugung von Gesellschaften ist diesem absoluten Ziel untergeordnet.“ (PR 205) „Gott ist die uranfängliche Exemplifikation des kreativen Fortschreitens, das er voraussetzt.“ (PR 614) Da es nach dem ontologischen Prinzip keine Schöpfung aus dem Nichts (creatio ex nihilo) geben kann, ist Gott für Whitehead Teil der wirklichen Welt und transzendiert diese nicht. Weil das Universum ein fortlaufender Prozess ist und Gott Teil dieses Prozesses ist, verändert er sich auch im Rahmen dieses Prozesses, er ist ein Gott des Werdens und nicht abgeschlossen. Dies ist eine Konsequenz der Freiheit der wirklichen Einzelwesen, sich zu entscheiden. Gottes Werden ist Ergebnis der Realisierung von Möglichkeiten, auf die er erfassend reagiert.
Gott ist mit den wirklichen Ereignissen verbunden, ist selbst ein „wirkliches Ereignis“. (PR 184-185) Als solches hat er auch einen physischen und einen begrifflichen (geistigen) Pol. Dadurch hat Gott eine Doppelnatur und ist einerseits Teil der Welt, andererseits auch deren Bedingung. Insofern ist die Beziehung Gottes zur Welt nicht symmetrisch. Der begriffliche Pol ist die „Urnatur Gottes“ (primordial nature), in der die unerschöpfliche Quelle der Formen (der zeitlosen Einzelwesen) liegt, aus der sich die Welt konstituiert. Als Urnatur ist Gott schon immer und ewig, vollständig, abstrakt und unbegrenzt, die Menge aller Möglichkeiten, der Ursprung von Intensität (Relevanz), des subjektiven Ziels und der Freiheit. Durch die ständige Wechselwirkung mit der Welt ist er in ihr zugleich kausal wirksam (PR 137). Dies ist die „Folgenatur Gottes“ (consequent nature). In der Folgenatur werden die Möglichkeiten durch Konkretisierung im wirklichen Ereignis realisiert. Gott verwirklicht sich selbst, indem er in das Besondere, Konkrete eingeht. „Die Folgenatur Gottes ist die fließende Welt, die durch ihre objektive Unsterblichkeit in Gott ‚immerwährend‘ wirkt.“ (PR 620) Als Urnatur ist Gott hingegen eine Totalität, die alle wirklichen Einzelwesen und Potenzialitäten (zeitlose Gegenstände) in seinem Werden einschließt. „Gott ist die unbedingte Wirklichkeit des begrifflichen Empfindens auf dem Grund der Dinge.“ (PR 614) Die Tatsache des Todes von Sokrates bleibt dauerhaft erhalten, ebenso wie ein antikes Gedicht, auch wenn dies im Wissen der Menschheit längst vergessen sein sollte. Durch seine Selbstverwirklichung verleiht Gott allen vergangenen wirklichen Einzelwesen Unsterblichkeit. Er nimmt alle Ereignisse in sich auf und wertet dabei nicht. (PR 616) Gottes Urnatur „enthält keine Bestandteile, aus denen sich Normen für den Vergleich ergeben.“ (PR 105)
„Zunächst darf Gott nicht als eine Ausnahme von allen metaphysischen Prinzipien behandelt werden, eingeführt, um deren Zusammenbruch vorzubeugen. Er ist ihre wichtigste Exemplifikation. Als uranfänglich betrachtet, ist er die unbegrenzte begriffliche Realisierung des absoluten Reichtums an Potentialitäten. Unter diesem Aspekt ist er nicht vor, sondern mit aller Schöpfung.“ (PR 613 f.)
Gott ermöglicht den Ereignissen in jedem Augenblick „über sich hinaus zu gehen“ – er „verleitet“ zur Transzendenz. Whitehead gebraucht den Begriff „Lockung“ (lure) oder „Überredung“ (persuasion). Die kausale Wirksamkeit Gottes in der Welt bedeutet, dass er den wirklichen Einzelwesen auf der Grundlage der Vergangenheit die Potenzialität der zeitlosen Objekte verfügbar macht und damit Entscheidungsmöglichkeiten und Freiheit ermöglicht. Da wirkliche Einzelwesen abgrenzbar sind, verlieren sie die Unmittelbarkeit zu Gott. Als Superjekt stellt Gott alle Zweckursachen bereit. Als causa sui können die wirklichen Einzelwesen ihre Ziele aber verändern. (PR 171-175)
Gott selbst verändert sich entsprechend im Beobachten und im Geschehen dieser Transzendenz der wirklichen Ereignisse, die ihre „Erfüllung“ finden. Er wird insofern als ein Schöpfergott definiert, der „dauernd schafft“ – aber eben auch „sich selbst“. Als Teil der Welt ist Gott auf den Zusammenhang mit den (anderen) wirklichen Einzelwesen angewiesen. Zwischen der wirklichen Welt und Gott besteht so eine Wechselbeziehung, „denn die vollkommene Wirklichkeit geht wieder über in die zeitliche Welt und qualifiziert diese Welt so, daß jede Wirklichkeit sie als eine unmittelbare Erfahrungstatsache einschließt.“ (PR 626) Als Urnatur ist Gott Subjekt, als Folgenatur ist er Superjekt.
Gott und die Welt stehen in einem sich gegenseitig bedingenden Begründungszusammenhang:
„Es ist genauso wahr, zu sagen, daß Gott die Welt transzendiert, wie zu behaupten, daß die Welt Gott transzendiert.
Es ist genauso wahr, zu sagen, daß Gott die Welt erschafft, wie zu behaupten, daß die Welt Gott erschafft.“ (PR 621.)
Angesichts der Tatsache, dass ein „Mangel an Solidarität der Individuen untereinander“ besteht (PR 626), bietet sich Gott den Menschen als mitgehender Partner an.
„Was in der Welt getan wird, verwandelt sich in eine Realität des Himmels, und die Realität des Himmels geht wieder über in die Welt. Aufgrund dieser Wechselbeziehung geht die Liebe der Welt in die Liebe des Himmels über und flutet wieder zurück in die Welt. In diesem Sinne ist Gott der große Begleiter – der Leidensgefährte, der versteht.“ (PR 626)

## Diskussion und Einflüsse früherer Philosophen
In Prozess und Realität beschäftigt sich Whitehead ausführlich mit Standpunkten anderer Philosophen; dies jedoch nicht im Sinne eines philosophiegeschichtlichen Zugriffs, sondern dem einer „Transformation“ ihrer Begrifflichkeit. Dabei wollte er die Philosophie seiner Vorgänger nicht philologisch oder hermeneutisch rekonstruieren, sondern suchte die Momente und Perspektiven, die seiner eigenen Gedankenentwicklung förderlich waren. Whitehead betonte, dass die Leistungen der großen Denker nicht gering zu schätzen seien. Aber dort, wo man Brüche in bedeutenden Theorien der Vergangenheit, fehlende Kohärenz, nicht zueinander passende Begriffe finden kann, ergeben sich besondere Einsichten und Ansätze, die auf die Fragestellungen der Gegenwart konstruktiv übertragen werden können. (PR 23) Die Überwindung einer historischen Position bedeutet aber immer einen Fortschritt, der in jeder Zeit anzustreben ist. (PR 44-45) Im Einzelnen werden vor allem Platon, Aristoteles, Descartes, Newton, Locke, Leibniz, Hume und Kant diskutiert.
Platon galt Whitehead als Fundgrube vieler Ideen. Methodisch betonte er die offene Fragestellung vieler Dialoge. Wesentliche Impulse lassen sich aus dem Timaios wegen dessen „philosophischer Tiefe“ herleiten, wenn dieser auch in Hinblick auf wissenschaftliche Einzelheiten als „schlicht und einfach töricht“ einzustufen ist. (PR 186) „Im Timaios wird der Ursprung der gegenwärtigen kosmischen Epoche auf eine ursprüngliche, für unsere Begriffe chaotische, Unordnung zurückgeführt. Das ist die Evolutionslehre der organistischen Philosophie.“ (PR 187) „Platon fand das Bleibende in einem statischen Ideenhimmel, und sein Fluß entsprach der Verwirklichung seiner Formen in die fließenden Unvollkommenheiten der physischen Welt.“ (PR 386 und 164/165)
Zur Definition seiner „organistischen Philosophie“ als einer der „Form“ und nicht der „Substanz“ ist die Abgrenzung zum Aristotelischen Substanzkonzept hervorzuheben. Aristoteles gilt Whitehead als „der Apostel von ‚Substanz und Attribut‘ sowie der klassifikatorischen Logik, die aus dieser Vorstellung folgt.“ (PR 387) Indem er die Subjekt-Prädikat-Form seiner Kategorienlehre auf die Analyse der Substanz übertragen hat, ist er für Whitehead der Urheber der von ihm kritisierten „Substanzmetaphysik“. (PR 110 und 126) Er schreibt: „Der Terminus ‚qualitätlose Wirklichkeit‘ bezieht sich hier auf den Begriff einer res vera ohne subjektivistische Unmittelbarkeit. Diese Zurückweisung ist für die organistische Philosophie von grundlegender Bedeutung […].“ (PR 75)
Für Descartes gilt, ähnlich wie später für Leibniz oder Kant, der „Trugschluß der unangebrachten Konkretisierung“, weil er sich zu sehr auf die Mathematik und deduktive Methoden konzentrierte und zu wenig an den Erfahrungen orientierte. (PR 39) „Die wichtigste Methode der Mathematik ist Deduktion; die der Philosophie ist deskriptive Verallgemeinerung.“ (PR 40) Der Hauptvorwurf gegenüber Descartes gilt der „Bifurkation“ (Gabelung) der Wirklichkeit, weil durch die Trennung von Körper und Geist als je eigenständige Substanzen ein neues, aber falsches Paradigma geschaffen wurde, das das Denken der Folgezeit erheblich prägte. Nach dieser Theorie ergibt sich eine Vielzahl beziehungsloser Substanzen und eine „Zusammenhanglosigkeit zwischen den Grundprinzipien“. (PR 37) Descartes wurde so zum Urheber der „Subjektphilosophie“. „Das subjektive Prinzip besagt, dass das Datum im Erfahrungsakt allein mit Hilfe von Universalien erschöpfend analysiert werden kann.“ (PR 295) Dagegen setzte Whitehead das „Relativitätsprinzip“, wonach ein Seiendes durch die Objektivierung in einem Subjekt entsteht. (PR 311) „Genau wie Descartes sagte, ‚mein Körper ist da‘, hätte er sagen sollen, ‚meine wirkliche Welt ist da‘. Mein Prozeß, ‚ich selbst zu sein‘, ist mein Entstehen aus meinem Besitz der Welt.“ (PR 164)
Ähnlich wie Descartes in der Philosophie hat Newton in den Naturwissenschaften für lange Zeit einen grundlegenden Einfluss ausgeübt. Sein „Scholium“ ist für Whitehead „die klarste, eindeutigste und einflußreichste Erklärung unter den philosophischen Spekulationen der Menschheit.“ (PR 146) „Für ihn sind Seelen, Körper, absolute Zeitdauern und absolute Orte allesamt wirkliche Dinge.“ (PR 147) Dies führte u. a. dazu, dass Kant von reiner Räumlichkeit und reiner Zeitlichkeit sprechen konnte. Whitehead hielt entgegen: „Newton hat in seiner Beschreibung des Raumes und der Zeit die ‚reale‘ Potentialität mit der wirklichen Tatsache verwechselt.“ (PR 149) „Newton transformiert bei seiner Behandlung des Raumes Potentialität in wirkliche Tatsachen, das heißt in ein Geschöpf, anstatt ein Datum für Geschöpfe.“ (PR 161) „In der ‚organistischen‘ Lehre kann keinem wirklichen Ergeignis Bewegung zugeschrieben werden.“ (PR 156) Gegen den Begriff der Bewegung setzte Whitehead die Vorstellung des Werdens in einer kontinuierlichen Sukzession wirklicher Ereignisse. (PR 150)
Zwischen Platon und Locke sah Whitehead Parallelen in Hinblick auf die „Berufung auf Tatsachen“. Indem er implizit Descartes’ Subjektivismus anerkannte, führte das Locke zu psychologischen Betrachtungen in der Erkenntnistheorie. Während bei Descartes die Darstellung der materiellen Substanz Anregungen für Whitehead bot, war dies bei Locke die Beschreibung des Geistes bzw. in Lockes Terminologie der „Ideen“, insbesondere die Analyse sekundärer Qualitäten (einfacher Ideen). „Locke gibt die leidenschaftslosesten Beschreibungen der verschiedenen Elemente der Erfahrung, die der gesunde Menschenverstand niemals ausläßt.“ (PR 112) Lockes Bemühen, die Substanzmetaphysik zu überwinden, war jedoch nicht ausreichend. (PR 261) Vor allem hatte er die Trennung von erkennendem Subjekt und den materiellen Substanzen nicht aufgegeben. (PR 586)
Die Bezüge der Metaphysik Whiteheads zur Monadologie von Leibniz liegen auf der Hand. Materie ohne Form (immaterielle Prinzipien) ist nicht denkbar. So folgt Leibniz nicht dem Newton’schen Konzept von Materie in Raum und Zeit als wirklichen Gegenständen. Diese sind vielmehr für ihn Möglichkeiten der Ordnung im Universum – eine Vorstellung, die Whiteheads zeitlosen Gegenständen nahekommt. Alle Lebensformen und Gegenstände im Universum sind mehr oder weniger aufeinander bezogen. Man kann Empfindungen und Wollen nicht aus rein mechanischen Zusammenhängen erklären. Sowohl Leibniz’ Monaden als auch die wirklichen Einzelwesen sind singuläre Entitäten, die niemals die gleichen Eigenschaften wie eine andere haben können, nur dass die „Ereignisse“ zwar, ähnlich wie die Monaden, das gesamte Universum „spiegeln“, ihnen jedoch keine dauerhafte Existenz zugesprochen wird. Leibniz’ Monaden bewegen sich, sind also Substanzen, während wirkliche Einzelwesen als Prozesse werden und vergehen. (PR 162) Der größte Unterschied zwischen Whitehead und Leibniz liegt in der Begründung der Verursachung. Während Leibniz von einer göttlich bestimmten prästabilierten Harmonie ausging, vertrat Whitehead eine durchgängige Kausalität, die er mit dem Streben als nicht transzendenter Finalursache verband. Eine Lücke sah Whitehead bei Leibniz wie schon bei Descartes im Verhältnis von Erkenntnis und Gott. „Erkenntnis sollte kein Akzidenz von Gottes Güte sein;“ (PR 354) Es entsteht ein Bruch im Gebäude der prästabilierten Harmonie, wenn die Erkenntnis auch die Erkenntnis Gottes einschließt. Mit der Darstellung des Theodizeeproblems in Leibniz’ Religionsphilosophie ging Whitehead heftig ins Gericht:
„Leibniz’ Theorie von der ‚besten aller Welten‘ ist ein dreister Schwindel, um das Gesicht eines Schöpfers zu bewahren, den zeitgenössische und vorausgegangene Theologen konstruiert hatten.“ (PR 104)
In der Auseinandersetzung mit Hume diskutierte Whitehead mit dem „Trugschluß der einfachen Ortsbestimmung“ einen Sonderfall des Trugschlusses der unangemessenen Konkretisierung. In seiner Erkenntnistheorie unterschied Hume zwischen Eindrücken (impressions) und Vorstellungen (ideas, thoughts). Eindrücke beruhen auf starken Wahrnehmungen (perceptions), Vorstellungen auf schwachen. Inkonsequenterweise sprach Hume in der Folge davon, dass alle Vorstellungen auf einfachen Eindrücken beruhen, wobei er selbst zusätzlich ein Beispiel brachte, dass dieser These widersprach. Es ist möglich, dass jemand eine Lücke in einer Farbskala ergänzen kann, ohne die fehlende Farbe vorher zu kennen. Whitehead verwies darauf, dass es ähnliche Beispiele für Töne oder Gerüche gibt. (PR 222) Er kennzeichnete Humes Darstellung der Wahrnehmung als „übersteigerten Intellektualismus“ (PR 267), weil dieser sich nur auf im Bewusstsein klare Eindrücke stütze. Nach Whiteheads Wahrnehmungslehre ist dies Wahrnehmung im Modus der vermittelnden Unmittelbarkeit, während die Wahrnehmung in der Form der kausalen Wirksamkeit, die nur vage im Hintergrund des Bewusstseins besteht, von Hume übersehen worden ist.
Whitehead verwies darauf, dass die von Hume beschriebenen einfachen Eindrücke eine eindeutige Ortsbestimmung haben und deshalb nicht wiederholt werden können (siehe PR 248- 260). Hume konnte nicht erklären, wie aus einfachen Eindrücken zusammengesetzte Vorstellungen entstehen. Deshalb ist eine Erinnerung oder eine Gewohnheit, wie sie Hume in Zusammenhang mit der Diskussion der Kausalität vertrat, nicht möglich. Hume ging einfach davon aus, dass die Annahme, dass es zu Wiederholungen kommt, „pragmatisch gerechtfertigt“ werden könne (PR 254) Ungelöst bleibt dabei, wie es zu einem „Eindruck von Wiederholung von Eindrücken“ kommen kann (PR 256). Dass Hume diesem Irrtum unterlag, beruht nach Whitehead auf der Darstellung der Wirklichkeit in Form von Subjekt-Prädikat-Aussagen, in denen Subjekt und Objekt getrennt werden. Der reine Sensualismus Humes führt zu vielen isolierten Individuen. Dies bezeichnete Whitehead als „sensualistische Mythologie“. (PR 268)
„Die Lehre von der individuellen Unabhängigkeit realer Tatsachen hat ihren Ursprung in der Vorstellung, daß die Subjekt-Prädikat-Form der Darstellung eine metaphysisch grundlegende Wahrheit vermittelt. Nach dieser Ansicht begründet eine individuelle Substanz mit ihren Prädikaten den höchsten Typ von Wirklichkeit. […] Mit dieser metaphysischen Voraussetzung bereiten die Relationen zwischen individuellen Substanzen metaphysische Unannehmlichkeiten: es ist kein Platz für sie.“ (PR 260-261)
Zu den philosophischen Thesen, die Whitehead generell ablehnte, gehört „die Kantsche Lehre von der objektiven Welt als theoretisches Konstrukt aus rein subjektiver Erfahrung.“ Für ihn verbaut diese Theorie den Zugang zu den „gewöhnlichen, eigenwilligen Tatsachen des Alltagslebens“. (beides PR 24) Er sprach sogar von einer „Degradierung der Welt zu einer ‚bloßen Erscheinung‘“. (PR 109) „Kant rettete sie [die Metaphysik Newtons] nur, indem er sie auf die Beschreibung eines Konstrukts reduzierte, mittels dessen die ‚reine Anschauung‘ eine Ordnung für die chaotischen Daten einführt; […] Die organismische Philosophie stellt einen Versuch dar, mit dem Minimum an kritischer Korrektur zu den ‚gewöhnlichen‘ Konzeptionen zurückzukehren.“ (PR 147) Weil Kant das Empfinden nicht als eigenständige Erfahrung erfasste, „steckt alles, was nicht Erkenntnis ist, notwendig in den Anfängen und befindet sich bloß auf dem Weg der Erkenntnis.“ (PR 290) Auf der anderen Seite formulierte Kant „als erster vollständig und ausdrücklich die Konzeption eines Erfahrungssubjektes als ein konstitutives Wirken, das Subjektivität in Objektivität oder Objektivität in Subjektivität verwandelt.“ (PR 292) Nur dass Kant allein vom Subjekt ausging, ist falsch, weil er die äußere Welt nicht als Datum erfasste. „Für Kant taucht die Welt aus dem Subjekt auf; für die organistische Philosophie taucht das Subjekt aus der Welt auf.“ (PR 175) Bei Kant wird aus der Perspektive des idealen Subjekts „die zeitliche Welt bloß erfahren“, was zur Folge hat, dass „kein Element in der zeitlichen Welt selbst ein Erfahrendes sein“ kann. (PR 353) Wenn Kant dieses Problem hätte auflösen wollen, hätte er seine Philosophie entweder zurück zu Leibniz’ Monadenlehre oder nach vorne in einen absoluten Idealismus entwickeln müssen. Whitehead hielt es für angebracht, zum vorkantischen Denken zurückzugehen. (PR 22) Zumindest strebte er einen erneuten Paradigmenwechsel an. Statt dass aus subjektiven Anschauungen objektive Erscheinungen entstehen, wollte Whitehead zeigen, wie objektive Daten auf dem Weg der Empfindungen zur subjektiven Erfüllung, zum Subjekt-Superjekt, beitragen. Anstelle der Kritik der reinen Vernunft tritt eine „Kritik des reinen Fühlens“. (PR 218)
Als zeitgenössische Philosophen fanden in Prozess und Realität Henri Bergson, Francis Herbert Bradley und William James eine besondere Erwähnung. Bergson hatte für Whitehead den Empirismus zu Recht kritisiert, blieb aber dem Substanzdualismus verhaftet, weil er den Élan vital als eine eigenständige Entität betrachtete. Von seinem Lehrer Bradley, dessen britische Form des Neuhegelianismus er prinzipiell ablehnte, übernahm er die Charakterisierung der Empfindungen. Insbesondere in Hinblick auf die von Bradley bestrittene Realität der Zeit kann man Prozess und Realität als einen Gegenentwurf zu Bradleys Appearance and Reality (Erscheinung und Realität) verstehen. Besonderen Einfluss auf das Denken von Whitehead hatte James. Der amerikanische Psychologe und Philosoph formulierte in seinem Werk The Principles of Psychology (New York, 1890) eine originäre Konzeption des stream of consciousness (Bewusstseinsstroms) und entwickelte darin Gedanken, an die Whitehead anknüpfte. So auch den, dass Bewusstsein keine Entität, sondern eine Funktion sei und dass der „Übergang zwischen zwei Sensationen (feeling of transition), etwa zwischen Stille und Donnerschlag, selbst nichts Negatives, sondern das eigentlich Strömende und strömend Verbindende ist […].“ Auch die Vorstellung der aktualen Gegenwart (specious present) als Dauer (duration), als ausgedehnte Zeit, die immer auch überlappende Bezüge zur Vergangenheit und Zukunft hat, finden sich bei James.

## Kritik und Rezeption

### Kritik
Schon Bertrand Russell, mit dem Whitehead lange zusammengearbeitet hatte, bezeichnete dessen Philosophie als schwer verständlich: „Seine Philosophie war sehr dunkel und sie enthält vieles, was mir niemals zu verstehen gelang.“ Percy Hughes sprach von einer „esoterischen Terminologie“. Arthur E. Murphy meinte, dass Whitehead die Schranken der besonderen Erfahrung ignoriere. Und Wilbur M. Urban äußerte sogar den Verdacht, dass „hinter der linguistischen Unverständlichkeit eine noch fundamentalere Unverständlichkeit“ liege. Urban sprach von dem „unverständlichsten Essay, der jemals in der Philosophie geschrieben worden sei.“ Eberhard Bubser, der Übersetzer von „The Function of Reason“, hält Whitehead „Begriffsdichtung“ vor und ist der Auffassung, Whiteheads Metaphysik enthalte „Inkonsistenzen, Dunkelheiten und Lücken, die man bei ihm überall reichlich finden kann“.
Obwohl sich Whitehead vom Sensualismus abgegrenzt hat (PR 354) und seine „organistische Philosophie“ dem Subjektivismus zuordnete (PR 312), warf ihm James W. Felt einen „naiven Realismus“ und epistemologische und ontologische Redundanzen vor: Es sei zum Beispiel nicht erklärbar, wie Begriffe wie der der „Farbe“ „in“ den Dingen sei und dieselben Begriffe durch die Wahrnehmung erst „entstünden“.
Die Kritik krankt jedoch bei näherer Analyse daran, dass von einem dualistischen Standpunkt aus argumentiert wird. Nun nimmt Whitehead eine dualistische Position aber gerade nicht ein.
Irritationen hat Whiteheads Umgang mit den Positionen großer Denker der Philosophiegeschichte hervorgerufen. Gernot Böhme hielt ihm eine „vereinfachende Perspektive“ vor. Ebenso sieht Olaf Müller einen „willkürlichen Umgang“ bei der Verbindung der historischen Positionen „mit seiner eigenwilligen Konzeption“. Christoph Kann betrachtet derartige Kritik als unangemessen, weil Whitehead keine philologische oder historische Arbeit anstrebt, sondern die historischen Positionen als Anregung und/oder Abgrenzung zur Erarbeitung oder Verdeutlichung der eigenen Position nutzt. Whitehead orientiert sich bewusst interpretierend am eigenen philosophischen Interesse. Reto Luzius Fetz bewertet diesen Ansatz als „vielleicht nicht immer historisch abgesichert, aber originell und aufschlußreich“.
Auch Anhänger Whiteheads sahen die Anwendung des Begriffs der Gesellschaft auf den Menschen kritisch, weil dieser sich dadurch aus einer Vielzahl von Elementen vorgestellt werden müsse. Damit gehe aber die alltägliche Selbsterfahrung der persönlichen Identität verloren. Fetz äußerte die Auffassung: „Statt den Menschen in einer Vielzahl von Wesenheiten aufzulösen, die dann wieder zur – fragwürdigen – Einheit einer bloßen ‚Gesellschaft‘ zusammengeführt werden, läge wohl die einfachere und wirkungsgerechte Lösung darin, von Anfang an und durchgängig den Menschen als eine, wenn auch komplexe Wesenheit zu konzipieren, wie es dem Ausgangspunkt Whiteheads entspricht.“ Zunächst ist hier nicht klar, was als Ausgangspunkt Whiteheads angesprochen wird. Sodann kann man einwenden, dass die Abgrenzung besonderer Wesenheiten einem durchgängigen Aufbau des Universums aus wirklichen Einzelwesen widerspricht. Nur um die Besonderheit eines Menschen aus anthropozentrischer Sicht hervorzuheben, würde man einen Systembruch erzeugen. Insbesondere steckt in diesem Argument eine substanzialistische Vorstellung, die gerade nicht dem Prozesscharakter der Welt entspricht. Der Mensch verändert sich trotz seiner Selbstidentifikation permanent sowohl körperlich als auch geistig, ob einem dies bewusst ist oder nicht. Das kaum vergangene Vorher wird bereits anders aus der Erinnerung erfahren, als es im Jetzt der Wahrnehmung der Fall war. „Die temporale Differenz innerhalb unserer Person ist eine Differenz wirklicher Einzelwesen, unsere temporale Identität die Identität einer Gesellschaft – nicht mehr, aber auch nicht weniger.“
Wolfhart Pannenberg hält Whitehead vor, dass der „Gedanke eines radikalen Selbstschöpfertums jeden Elementarereignisses“ zu einer „Unvereinbarkeit der Metaphysik Whiteheads mit dem biblischen Schöpfungsgedanken und darum auch den biblischen Gottesgedanken“ führt. Ähnlich sieht Hans Küng in dem Prinzip der Relativität bei Whitehead eine Art Pantheismus. Roland Faber hält dagegen, dass die in allem immanente Kreativität bei Whitehead eine „nichtdifferente Aktivität“ Gottes ist, die seine Unteilbarkeit zum Ausdruck bringt, so dass Gott als ganz immanent und ganz transzendent zugleich und absolut erscheint.
Karl-Otto Apel, der vor allem das pragmatische Denken von Peirce für die Transzendentalpragmatik und die Diskursethik fruchtbar gemacht hat, stimmte Whiteheads Kritik an Hume zu, dass die Trennung „von Fakten und Normen – die konkrete Wirklichkeit des zeitlichen Welt-Prozesses verfehlt“, hielt ihm aber vor, „daß die kritische Auffassung der „konkreten“ Prozeßwirklichkeit […] ihren notwendigen Ursprung in der Situation des handelnden Menschen hat.“ Apel setzte die Prozessphilosophie Whiteheads als „spekulative Reflexion“ mit der Philosophie von Hegel und Marx gleich und behauptete, diese „vermag also gerade die praktisch und ethisch relevante Unterscheidung zwischen dem, was jetzt ist, und dem, was sein soll, nicht „aufzuheben“.“ Apel setzte sich in seiner Bezugnahme auf Prozess und Realität allerdings nicht mit dem Konzept der Konkreszenz und dem immer offenen Prozess des Werdens bei Whitehead auseinander, in dem Subjektivität und Objektivität im Superjekt ineinander aufgehen, während sie bei Hegel und Marx zwar dialektisch vermittelt sind, aber als Gegensatz sich gegenüberstehen.

### Rezeptionslinien und Analogien
In der Rezeptionsgeschichte wurde Whitehead lange Zeit nicht in seinem Gesamtspektrum gewürdigt, sondern nur in Teilen. In der Geschichtsschreibung der Philosophie trat er bisher weitgehend hinter Sprachphilosophen wie Ludwig Wittgenstein zurück; in den letzten zwanzig Jahren hat sich die zurückhaltende Rezeption gewandelt; es ergeben sich vielfältige Bezüge, die jedoch zumeist nur Teilaspekte der Gedanken von Whitehead weiter verfolgen.
Entsprechend ist Whitehead fast nur als natürlicher Theologe oder nur als Theoretiker der Geometrie oder Physik oder allein als subjektivistischer Naturphilosoph, der den Materialismus kritisiert, rezipiert worden. Kaum jedoch gab es Bemühungen, in einer Gesamtansicht des Oeuvres die Zusammenhänge in seinem Leben nachzuvollziehen.
Besondere Beachtung fanden die religiösen Anteile seiner Metaphysik; das Gottesbild von Whitehead wurde in der Prozesstheologie besonders von Whiteheads ehemaligen Assistenten Charles Hartshorne sowie dessen Schülern John B. Cobb und David Ray Griffin diskutiert und modifiziert. Hieraus gingen das Center for Process Studies in Claremont sowie die Zeitschrift Process Studies hervor. Trotz einer gewissen Nähe der Prozesstheologie zu den theologischen Positionen von Paul Tillich und Rudolf Bultmann blieb die traditionelle Theologie weitgehend auf Distanz. Im deutschsprachigen Raum wurde Whiteheads religionsphilosophischer Ansatz von Godehard Brüntrup, Roland Faber oder Michael Welker aufgenommen. Parallelen finden sich in der philosophischen Theologie Teilhard de Chardins. Hierzu stellt Küng fest: „Erst Teilhard und Whitehead sehen vom heutigen einheitlichen naturwissenschaftlichen Weltbild her Gott und Welt ohne Aufhebung der Differenz ihrer Einheit. Bei allen geäußerten Vorbehalten gegen Hegels Identifikation von Gott und Welt, Glauben und Wissen, wurde durch diese Entwicklung doch ein Denkstand erreicht, hinter den ein neuzeitliches theologisches Denken nicht zurückfallen darf.“ Eine kritische Debatte löste Donald W. Sherburne, der Mitherausgeber der korrigierten Auflage von Prozess und Realität, mit dem Artikel Whitehead without God aus, in dem er die These vertrat, dass die Philosophie Whiteheads für die Notwendigkeit Gottes kein kohärentes Argument liefere. Eine Gegenposition ist eine nicht-religiöse, a-theologische Interpretation von Whiteheads Gottesbegriff.
Susanne K. Langer, die bei Whitehead promovierte, „verwendet in ihren Betrachtungen ausführlich empirisches Material aus den Kunstwissenschaften, der Kulturanthropologie und der Psychologie. In mancher Hinsicht leistet sie eine konkrete Anwendung Whiteheadscher Spekulationen.“. Der andere Bezugspunkt Langers war Ernst Cassirer, der seinerseits die „relativistische Ereigniswelt“ Whiteheads positiv zur Kenntnis genommen hatte.
Aktuell werden diese Untersuchungen von Oswald Schwemmer weitergeführt.
Darüber hinaus ergeben sich Berührungspunkte zur Prozessmetaphysik, Symbolphilosophie, der Sozialanthropologie und der Kulturtheorie.
Analogien ergeben sich auch im Begriff des dynamischen Prozesses oder Vorstellung einer hierarchischen Struktur der Natur in der Ontologie Nicolai Hartmanns sowie in der dynamischen Ontologie des Theologen Karl Heim
Zwar nicht explizit an Whitehead anknüpfend, aber als ihm verwandt, kann die pluralistische Symboltheorie von Nelson Goodman betrachtet werden.
Im Pragmatismus finden sich Einflüsse von Whitehead auf die Spätphilosophie von George Herbert Mead, der sich insbesondere in der Theorie der Wahrnehmung, des zeitlichen Flusses der Ereignisse, der Emergenz und der Zeitlichkeit auf den relativistischen Prozessgedanken bezog, wenn auch mit einer deutlich stärker betonten psychologischen Orientierung am Perspektivismus. John Dewey hat sich explizit mit Whiteheads Philosophie als der Methode der deskriptiven Verallgemeinerung auseinandergesetzt. In der Verbindung von Objektivierung und Subjektivität wirklicher Einzelwesen kritisierte Dewey allerdings, dass Whitehead nicht auf die Subjektivität seiner eigenen Philosophie reflektierte. Ein moderner Vertreter der Prozessphilosophie, der diese mit dem Pragmatismus verbindet, ist Nicholas Rescher.
Eine aktuelle Diskussion der Thesen von Whitehead findet im Umfeld der Aktor-Netzwerk-Theorie statt, die zudem in der Tradition von George Herbert Mead steht. Vertreter dieser Theorie wie Bruno Latour, Donna Haraway und Isabelle Stengers, die zudem Parallelen zwischen Whitehead und Deleuze aufzeigt, beziehen sich explizit auf Whitehead. In der ANT werde eine Mittelposition zwischen Intentionalität und Materialität der Forschung formuliert und damit das Umfeld empirischer Forschung in einem Gesamtkontext begriffen; eine „Entdeckung“ gewisser „Erkenntnisse“ sei zum Beispiel immer auch eine „Gesamtkonstruktion“ der Ereignisse. Allerdings sind die Möglichkeiten der ANT vor dem Hintergrund globaler ökologischer Krisen, die sich in ihren Auswirkungen z. T. emergent akkumulieren, raum-zeitlich verzögert auftreten und ihnen deshalb nur schwer ohne eine makrologische Dimension und damit auch eines vorhandenen theoretischen Inventars begegnen.
Starken Einfluss übte Whitehead auch auf Conrad Hal Waddington und dessen organismische Erklärung der Evolution in der Biologie aus. An diesen knüpfte Jean Piaget an, bei dem sich entsprechende Parallelen zu Whitehead finden. Eine prozessorientierte Position zur Philosophie des Geistes, die er „reflexiven Monismus“ nennt, vertritt der britische Psychologe Max Velmans.
Der Kybernetiker Heinz von Foerster akzentuiert kybernetische und konstruktivistische Elemente der Geschichtsschreibung (Geschichtsschreibung als story-telling) und definiert die Geschichte generell als dynamisches Geflecht (Konnex von Verbindungen); Argumentationen, die Prozesse auf eindeutige Kausalitäten zurückführten (single-cause-Argumentation) seien Vereinfachungen. Niklas Luhmann, dessen auf den Neurobiologen Humberto Maturana zurückgehender Grundbegriff der Autopoiesis Ähnlichkeiten zu der Selbsterschaffung wirklicher Ereignisse hat, bezog sich auf Whitehead in der Bestimmung des Ereignisses als kleinster Analyseeinheit innerhalb der von ihm untersuchten Systeme. Auch in der Zeittheorie findet sich die Parallele, dass Gleichzeitigkeit Unabhängigkeit der Ereignisse bedeutet. Andererseits steht Luhmann mit dem von ihm vertretenen Determinismus im unmittelbaren Gegensatz zu Whitehead. Auch passt die relative Abgeschlossenheit der Systeme bei Luhmann nicht zum Denken offener Prozesse bei Whitehead. Ervin László schlug vor, den Begriff des Organismus bei Whitehead durch den eines dynamischen, selbsterhaltenden Systems zu ersetzen, das in Beziehung zu seiner sich verändernden Umwelt zu setzen ist.
David Bohm bezieht sich in seinem Werk Die implizite Ordnung auf Whitehead und formuliert darauf aufbauende, ähnliche Thesen: Abgrenzung vom Dualismus, Vorstellung einer impliziten Leitwelle und damit der Bezogenheit aller Ereignisse. Sein als „holistische Ontologie“ bezeichnetes System ähnelt der prozessualen Denkweise Whiteheads.
Ähnliches gilt für Werner Heisenberg, der sich intensiv mit philosophischen (und auch sprachlichen) Fragestellungen der Physik auseinandergesetzt hat. In einem Gespräch mit der Philosophiestudentin Grete Hermann sagte er: „[…] daß also, um es auf eine einfach Formel zu bringen, Atome keine Dinge oder Gegenstände mehr sind. – Aber was sind sie dann? – Dafür wird es kaum einen sprachlichen Ausdruck geben, denn unsere Sprache hat sich an den täglichen Erfahrungen gebildet, und die Atome sind ja gerade nicht Gegenstände der täglichen Erfahrung.“
Shimon Malin, Professor für Physik an der Colgate University in Hamilton/New York greift in seinem populärwissenschaftlichen Buch „Dr. Bertlmanns Socken“ Gedanken von Whitehead auf. Besonders für elementare Ereignisse auf der Quantenebene liefere das Modell eines „wirklichen Ereignisses“ als Umschreibung des „Quantenkollapses“ – also einer sich „blitzhaft“ und sehr kurzzeitig konstituierenden Organisation, die zudem keine dauerhafte Identität aufweise – ein mit den physikalischen Beobachtungen erstaunlich übereinstimmendes Bild. Eine ähnliche Darstellung findet sich bereits 1930 bei Heisenberg, wonach der Kollaps der Wellenfunktion kein zeitlicher Prozess ist.
Erwin Schrödinger formuliert in seinem Buch „Was ist Leben?“: „Wir nehmen also wahr, daß eine waltende Ordnung die Kraft besitzt, sich selbst zu erhalten und geordnete Vorgänge hervorzurufen.“ In seinen Überlegungen zur Strukturbildung genetischer Informationen formuliert er damit einen Gedanken, der auch Whiteheads Entwurf bestimmt: den einer sich selbst stets neu organisierenden Einheit von „Ereignissen“.
Eine weitere Anknüpfung an Whitehead in Verbindung mit der theoretischen Betrachtung des Zusammenhangs von Bewusstsein und Physik findet sich in der Theorie der „Orchestrated Objective Reduction“ des Physikers Roger Penrose und des Quantenbiologen Stuart Hameroff, in der vor allem auf den Begriff der „occasion of experience“ Bezug genommen wird. Sie argumentieren dabei für die Existenz von actual occasions in einer mesokosmischen Größenordnung. So beschreibt Hameroff, dass sich actual entities im menschlichen Gehirn mit einer Frequenz von 40 Hertz manifestieren, wobei in diesem Prozess zwischen 10.000 und 100.000 Neuronen beteiligt sein können. Mesokosmische Quantenprozesse erscheinen nach Penrose/Hameroff bereits in einfachen Lebewesen wie den Einzellern, die noch nicht über Bewusstsein verfügen. Spyridon Koutroufinis entwickelt hieraus eine Theorie des Organismus, die die Whitehead’sche Prozessphilosophie mit den modernen biomathematisch-teleonomischen Forschungen verbindet.

### Ausgaben
- Alfred North Whitehead: Process and Reality. An Essay in Cosmology, Corrected Edition, hrsg. von David Ray Griffin und Donald W. Sherburne, Free Press, New York 1978, ISBN 0-02-934570-7 (orig. Macmillan Publishing Co.,Inc. 1929)
- Alfred North Whitehead: Prozeß und Realität. aus dem Englischen von Hans Günter Holl. 1. Auflage. Suhrkamp, Frankfurt am Main 1979. (1987, ISBN 3-518-28290-5, Inhaltsverzeichnis)

### Materialien
- Alfred North Whitehead: Abenteuer der Ideen.aus dem Englischen von Eberhard Bubser. 1. Auflage. Suhrkamp, Frankfurt am Main 1971. (2000, ISBN 3-518-29098-3) (orig. Adventures of Ideas. New York 1933)
- Alfred North Whitehead: Wissenschaft und moderne Welt. aus dem Englischen von Hans Günter Holl. 1. Auflage. Suhrkamp, Frankfurt am Main 1984. (1988 ISBN 3-518-28353-7) (orig. Science and the Modern World. Cambridge University Press, 1925)
- Michael Hampe, Helmut Maaßen (Hrsg.): Materialien zu Whiteheads »Prozeß und Realität«: Band 1: Prozeß, Gefühl und Raum-Zeit. Suhrkamp, Frankfurt 1991, ISBN 3-518-28520-3.
- Michael Hampe, Helmut Maaßen (Hrsg.): Materialien zu Whiteheads »Prozeß und Realität«: Band 2: Die Gifford Lectures und ihre Deutung. Suhrkamp, Frankfurt 1991, ISBN 3-518-28521-1.
- Lewis S. Ford: ALFRED NORTH WHITEHEAD LECTURES 1927–1928. (PDF; 1,5 MB) Notes taken by Edwin L. Marvin. Indexed with an Introduction by Roselyn Schmitt, Process Studies Supplements and The Whitehead Research Project 2009
- Alan Van Wyk, Michel Weber (Hrsg.): Creativity and its discontents: the response to Whitehead's Process and Reality, ontos, Heusenstamm 2009, ISBN 978-3-86838-018-7 (Nachdruck vieler Rezensionen zu den verschiedenen Ausgaben von Prozess und Realität, Übersicht über die vorhandenen Übersetzungen sowie kritische bibliographische Informationen zur Sekundärliteratur nach Sprachen)
- John B. Cobb, Jr.: Whitehead Work Book (PDF; 2,9 MB). A Glossary with Alphabetical Index to Technical Terms in Process and Reality. P&F Press, Claremont 2008
- Yutaka Tanaka: The Contextual Index of Process and Reality

### Einführungen zu Whitehead
- Michael Hampe: Alfred North Whitehead. Beck, München 1998, ISBN 3-406-41947-X.
- Michael Hauskeller: Whitehead zur Einführung. Junius, Hamburg 1994, ISBN 3-88506-895-8.
- Robert Mesle: Process-Relational Philosophy. An Introduction to Alfred North Whitehead. Templeton Foundation Press, 2008, ISBN 978-1-59947-132-7

### Einführungen in Prozess und Realität
- Elisabeth M. Kraus mit einem Vorwort von Robert Cummings Neville: Metaphysics of Experience: A Companion to Whitehead's Process and Reality. 2. Auflage, Fordham Univ. Press 1998, ISBN 978-0-8232-1796-0
- Tobias Müller: Gott – Welt – Kreativität: Eine Analyse der Philosophie A. N. Whiteheads. Schöningh, Paderborn 2008, ISBN 978-3-506-76570-3
- Edward Pols: Whiteheads Metaphysics. A Critical Examination of Process and Reality, Southern Illinois University Press, Carbondale 1967
- Donald W. Sherburne: A Key to Whitehead’s Process and Reality. University of Chicago Press, Chicago 1966/Nachdruck 1981, ISBN 978-0-226-75293-8 (wird überall als Einführung hervorgehoben)

### Vertiefung
- William A. Christian: An Interpretation of Whitehead’s Metaphysics. Yale University Press, New Haven 1967
- Dorothy Emmet: Whitehead's philosophy of organism. McMillan, London 1932 (Klassiker: online bei Internet Archive)
- Timothy E. Eastman, Hank Keeton: Physics and Whitehead: Quantum, Process, and Experience. SUNY Press, Albany 2004, ISBN 978-0-7914-5914-0. (Kapitel 2 (PDF; 169 kB): Duality without Dualism)
- Roland Faber, Brian G. Henning, Clinton Combs (Hrsg.): Beyond Metaphysics. Explorations in Alfred North Whitehead’s Late Thought, Rodopi, Amsterdam – New York 2010 (Inhalt und Einführung; PDF; 230 kB)
- Reto Luzius Fetz: Whitehead: Prozessdenken und Substanzmetaphysik. Alber, Freiburg 1981, ISBN 978-3-495-47465-5
- Michael Hampe: Die Wahrnehmungen der Organismen. Über die Voraussetzungen einer naturalistischen Theorie der Erfahrung in der Metaphysik Whiteheads. Vandenhoeck & Ruprecht, Göttingen 1990, ISBN 978-3-525-30500-3
- Hans H. Holz und E. Wolf-Gazo (Hrsg.): Whitehead und der Prozessbegriff: Beiträge zur Philosophie Alfred North Whiteheads auf dem 1. Internationalen Whitehead-Symposion 1981. Alber, München 1984, ISBN 978-3-495-47517-1
- Helmut Holzhey, Alois Rust und Reiner Wiehl (Hrsg.): Natur, Subjektivität, Gott: Zur Prozeßphilosophie Alfred N. Whiteheads. Suhrkamp, Frankfurt 1990, ISBN 978-3-518-28369-1
- Christoph Kann: Fußnoten zu Platon. Philosophiegeschichte bei A.N. Whitehead. Meiner, Hamburg 2001, ISBN 978-3-7873-1447-8
- Regine Kather: Ordnungen der Wirklichkeit. Die Kritik der philosophischen Kosmologie am mechanistischen Paradigma. Ergon, Würzburg 1998, ISBN 978-3-932004-84-1
- Joachim Klose: Die Struktur der Zeit in der Philosophie Alfred North Whiteheads. Alber, München/Freiburg 2002, ISBN 978-3-495-47920-9
- Spyridon Koutroufinis (Hrsg.): Prozesse des Lebendigen. Zur Aktualität der Naturphilosophie A. N. Whiteheads. Alber, Freiburg 2007, ISBN 978-3-495-48277-3
- Ivor Leclerc: Whitehead's Metaphysics: An Introductory Exposition. Allen & Unwin 1958 / illustrierter Nachdruck: State University of New York Press 1992, ISBN 978-0-7914-1257-2
- Tobias Müller und Bernhard Dörr (Hrsg.): Realität im Prozess. A.N. Whiteheads Philosophie im Dialog mit den Wissenschaften. Schöningh, Paderborn 2011, ISBN 978-3-506-76963-3
- Friedrich Rapp, Reiner Wiehl (Hrsg.): Whiteheads Metaphysik der Kreativität. Internationales Whitehead-Symposium Bad Homburg 1981, Alber, Freiburg 1986, ISBN 978-3-495-47612-3
- Stascha Rohmer: Whiteheads Synthese von Kreativität und Rationalität: Reflexion und Transformation in Alfred North Whiteheads Philosophie der Natur. Alber, München/Freiburg 2000, ISBN 978-3-495-48022-9
- Alois Rust: Die organismische Kosmologie von Alfred N. Whitehead. Athenaeum, Bodenheim 1989, ISBN 978-3-610-09224-5
- Patrick Spät: Zur offenen Frage der Ausdehnung in der Kosmologie von Alfred N. Whitehead. In: Theologie und Philosophie, 84(2), 2009, S. 250–256
- Michel Weber: Whitehead’s Pancreativism: The Basics. Ontos Verlag, Frankfurt 2006, ISBN 978-3-938793-15-2
- Weber, Michel and Will Desmond (eds.), Handbook of Whiteheadian Process Thought, Frankfurt / Lancaster, Ontos Verlag, 2008, ISBN 978-3-938793-92-3.
- Van Wyk, Alan and Weber, Michel (eds.), Creativity and Its Discontents. The Response to Whitehead's Process and Reality, Frankfurt / Lancaster, Ontos Verlag, 2009.